# Средневековый университет

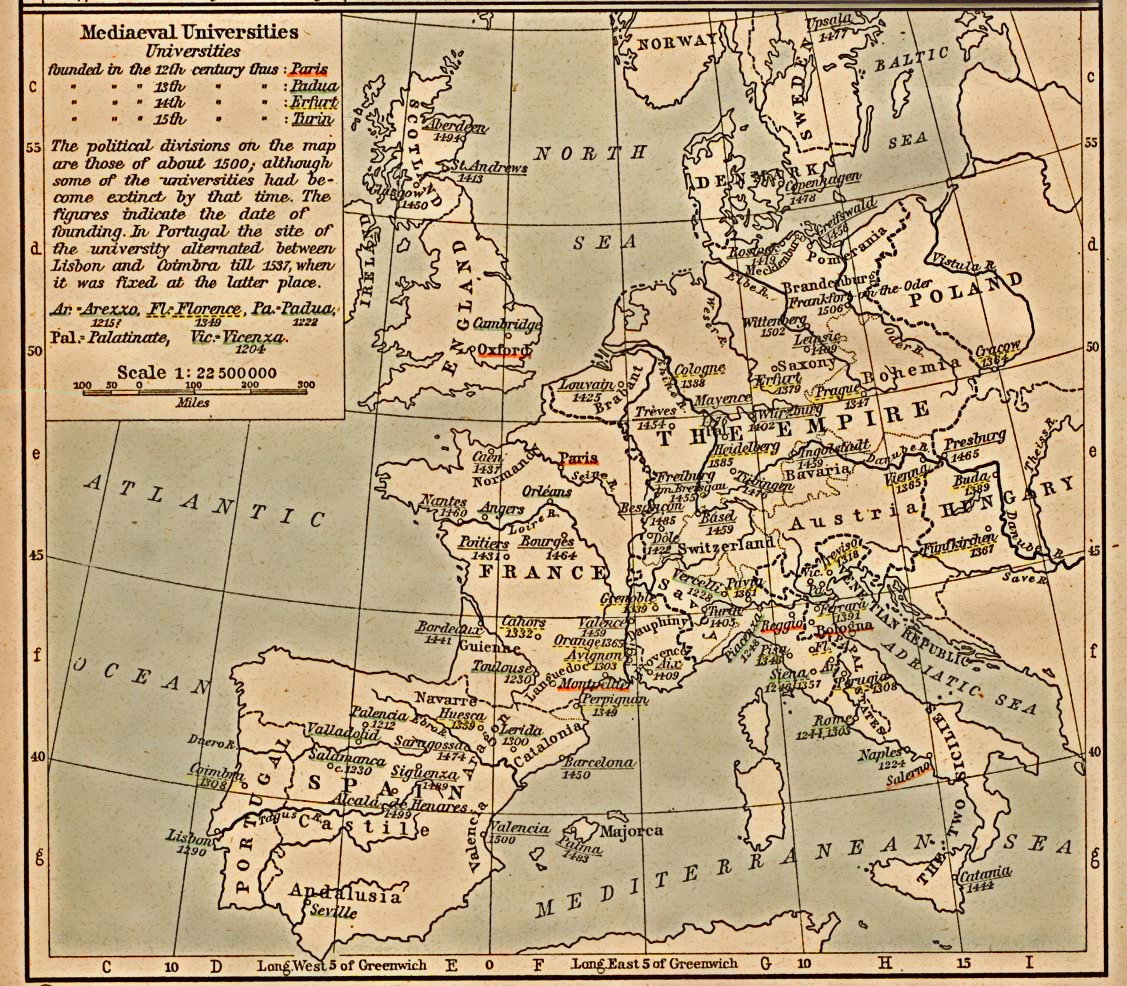
Карта расположения европейских университетов по состоянию на 1500 год (для большинства приведены даты основания).

Университе́т (лат. universitas) — учебная корпорация Средних веков. Возникновение и распространение университетов впервые происходило во время возрождения двенадцатого века. Основной функцией корпорации было присуждение учёных степеней, важнейшей из которых была licentia ubique docendi — «право преподавания повсюду». Это отличало университет как высшую школу: присуждённая степень признавалась по всей Европе, гарантом чего выступала папская или императорская власть. Это делало университеты важнейшими сторонниками сохранения европейского единства. Европейская университетская система со своими специфическими особенностями сложилась приблизительно к 1200 году. В течение XV века началась перестройка учебного и научного процесса под влиянием гуманизма; в социальном отношении это было также связано с аристократизацией состава преподавателей и студентов. В историографии сложилось представление, что 1500 год является разделительной линией в развитии европейского высшего образования и университетов вообще.
Первые университеты XII века создавались на базе соборных школ Франции (Шартр, Лан) и Италии (Павия, Равенна, Болонья). Университеты могли быть созданы волевым решением епископата (Тулуза) или светских властей (Саламанка, Неаполь), изредка корпорация возникала спонтанно на базе старого образовательного центра (Париж, Оксфорд, Монпелье). Многие прославленные школы XII века зачахли, так и не превратившись в университеты (Салернская врачебная школа). Иногда происходила сецессия — так возникли Падуанский и Кембриджский университеты. В XIII веке университеты основывались по-прежнему папами и королями, причём кастильский король Альфонсо X впервые уделил место университетскому образованию в законодательстве. Большое число новых университетов возникло в XIV веке как результат Авиньонской схизмы — сторонники пап и антипап активно создавали свои учебные заведения. Некоторые университеты оказывались эфемерными (Печ), а некоторым требовалось несколько десятилетий для развития (Вена, Краков). Существовали две «семьи» университетских уставов — Парижская (северная) и Болонская (южная), из которых северная преобладала, и парижские уставы и учебные программы принимали практически во всех вновь основанных университетах. В XV столетии университеты утратили общеевропейский статус и автономию от властей. При этом ни одно самостоятельное европейское государство не могло обойтись без университета; в частности, в Бургундском герцогстве их было основано два, в том числе Лувенский. К концу XV века по всей Европе, включая Скандинавию, существовало 86 университетов. Между 1348 и 1500 годами в Священной Римской империи было основано 13 университетов, первым из которых был Пражский.
Первоначально университеты создавались на основе церковных школ и входили в систему духовного образования. Их задачи заключались в подготовке специалистов (по философии, богословию, праву и медицине), а также в изучении научных трудов древности и святоотеческого наследия, повышении уровня образования в обществе и обучении студентов самостоятельно мыслить и проводить исследования. Принципы преподавания были сходными: читались курсовые лекции и «толкования», разъясняющие лекции; особое внимание уделялось искусству выделять вопросы и умению вести полемику. Диспуты проводились по особым законам чести и напоминали рыцарский турнир. Возраст студентов был различным, но, в общем случае, обучение начиналось в 14—15 лет, а степень магистра искусств могла быть получена лицом не моложе 21 года, проучившимся не менее 5—7 лет. Обучение на теологических факультетах могло продолжаться до 15 лет, но намечалась тенденция к сокращению сроков. Численность студенческих корпораций была различной: крупнейшими были Парижская и Болонская (в каждой примерно 4000—5000 студентов в XV веке), в Оксфорде, Кембридже, Праге, Саламанке, Падуе и Тулузе — примерно по 1000 студентов в каждой; тогда как в подавляющем большинстве число учащихся не превышало нескольких десятков или сотен человек. Число абитуриентов во всех германских университетах не превышало 3000 человек в год.

## Терминология и определение

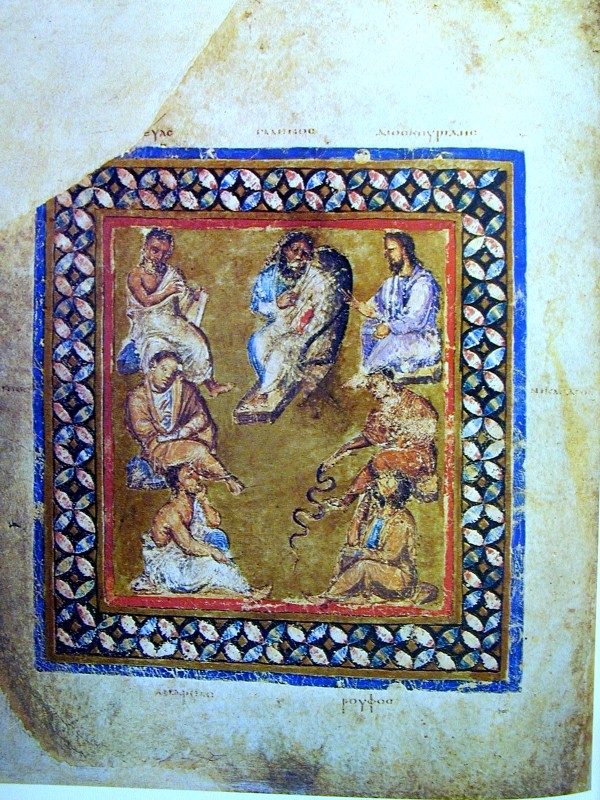
Миниатюра «Венского Диоскорида» (лист 3 verso), изображающая семь знаменитых врачей Античности

Латинский термин universitas впервые встречается в сочинениях Цицерона, в которых он означал человечество как целое, сделавшись обозначением высшего учебного заведения лишь в эпоху Средневековья. Синонимами к нему являлись «коллегиум» (collegium), многозначный термин studium, «общество» (societas) и «тело» (corpus) как обозначение единства членов корпорации по аналогии с Церковью — «телом Христовым». В юридическом языке XII века universitas означал коллективный субъект права вообще, а для обозначения именно корпорации преподавателей и студентов он был применён в 1221 году в Париже в форме «nos universitas magistrorum et scholarium». Распространение именно этого понятия связано с тем, что университетская степень давала право заниматься преподавательской деятельностью на всём пространстве христианского мира (ius ubique docendi).
По мнению швейцарского исследователя Вальтера Рюэгга, университет следует считать сугубо европейским социальным и интеллектуальным явлением. В средневековье были заложены важнейшие черты университетского сообщества, сохранившиеся до конца XX века: академические свободы, выработка и стандартизация учебных программ, сочетание обучения и научно-исследовательской деятельности, право на присуждение учёных степеней, носящих универсальный и общеобязательный характер. Модель европейского университета, претерпевшая глубокую трансформацию в XIX веке, была принята системами образования подавляющего большинства стран мира. Иногда университетами именуют и византийские и арабо-мусульманские учебные заведения высшей ступени, существовавшие в средневековье. Их структура и учебные дисциплины восходили к позднеантичным, но всякий раз оговариваются их отличия от европейских. Формы организации средневековых университетов не имели аналогов ни в классической Античности, ни в Византии. Существует обоснованное предположение, что модель колледжа имела центральноазиатское происхождение. Освоение средневековыми схоластами рекурсивного метода привело к «научной революции XIII века» и сыграло важную роль в формировании европейской науки. Заимствования такого рода имеют лишь косвенное отношение к формированию университетской системы как таковой.
Для создания университета в условиях, когда затрагивалась судебная юрисдикция в масштабах всей Европы, цеху учёных требовался высший покровитель, причём таковых в XII веке было всего два — Римский Папа, церковный глава всего христианского Запада, и император Священной Римской империи, претендующий на ту же роль в отношении светской власти. Именно императоры и папы давали привилегии первым университетам, что резко возвышало их над прочими средневековыми объединениями. Процесс складывания корпорации первых университетов занимал десятилетия, столь же длительным было и дарование им привилегий. При этом, только с получением привилегии университет приобретал свой статус. П. Морау отмечал, что «самым точным и простым определением университета будет служить понятие „привилегированной учёной корпорации“».

## Историография
По оценке В. Рюэгга, в истории университетов именно средневековый период подвергается наиболее интенсивным исследованиям, однако до создания связной картины ещё далеко. Тем не менее во второй половине XX века были опубликованы многочисленные сборники документов, а также справочники по биографиям преподавателей и выпускников крупнейших университетов, существовавших до 1500 года, в первую очередь — Парижского, Оксфордского и Орлеанского. В свою очередь, нидерландский исследователь А. Терворт отмечал в 2005 году, что университетские штудии характерны для историографии «последних 125 лет», но она отличается большим своеобразием. В 1977—1981 годах была выпущена пятитомная библиография «The History of European Universities. Work in Progress and Publications», под редакцией Дж. Флетчера; текущие библиографии по различным вопросам истории средневековых университетов регулярно публиковались в различных изданиях, включая многотомную «Историю университета», в которой периоду до 1500 года посвящён отдельный том. Выпускается международная серия публикаций «History of Universities», которой придан статус периодического издания. В Нидерландах в 1983—2007 годах выпускались периодические издания Batavia Academica и Nieuwsbrief Universiteitsgeschiedenis. С 1968 года центр истории Падуанского университета публикует журнал Quaderni per la storia dell’Università di Padova. С 1978 года во Франции выпускается журнал Histoire de l’éducation, в котором истории университетов посвящено немалое место.
А. Терворт выделял также категорию «юбилейных» исследований, начатых в 1888 году в честь празднования 800-летия Болонского университета, что привело к публикации множества первоисточников и монографий по истории не только итальянских, но и немецких университетов Средневековья. В 1895 году вышел фундаментальный двухтомник (второй том — в двух частях) английского философа-утилитариста Гастингса Рэшдалла «История университетов», основанный на огромном комплексе первоисточников, и по широте охвата считающийся одной из важнейших работ в интеллектуальной истории. Книга Рэшдалла востребована и регулярно переиздаётся, в том числе, в 2010-е годы. Вплоть до конца XX века в ранней университетской истории учёных привлекали, главным образом, история развития научно-образовательных институтов и интеллектуальная история. После Второй мировой войны под влиянием марксистской историографии большое внимание стало уделяться социальной истории университетской корпорации, что было начато основополагающими исследованиями Свена Стеллинга-Мишо о швейцарских студентах в Болонье, вышедшими в 1955 и 1960 годах. Чрезвычайно сложным и дискуссионным является вопрос о развитии ренессансного гуманизма и его связях и взаимодействии с университетской средой.

## Первые европейские университеты
Старейшие европейские университеты не имеют точной даты основания. С XIX века в литературе часто приводится мнение, что старейшим в Европе является Болонский университет, однако дата его основания — 1088 год — не существует в источниках того времени. Документированная история возникновения и становления европейских университетов — Болонского, Парижского, Оксфордского, в Виченце и Монпелье — начинается в XII веке. Их предшественниками выступали монастырские и соборные школы, которые, в свою очередь, поддерживали комплекс artes liberales — «семи свободных искусств» — основы средневекового образования после каролингской реформы. При этом руководство средневековых университетов уже в первой половине XIII века было заинтересовано в максимальном удревлении их корпораций. Согласно В. Рюэггу, между 1226—1234 годами в Болонье был создан документ, согласно которому университет был основан восточноримским императором Феодосием II в 423 году. Парижский университет числил в своих основателях Карла Великого: таким образом, мифология позволяла ссылаться на римскую традицию высшего образования. Оксфордский университет в разные периоды культивировал миф об основании университета Альфредом Великим, или даже троянскими философами; эти мифы потом развенчивали и критиковали гуманисты.
Процесс превращения монастырских и соборных школ в университет был длительным. Помимо собственной базы — наличия компетентных учителей, библиотеки и скриптория, — требовалось, как минимум два условия: внутренняя самоорганизация и санкция верховной власти. Соответственно, первые университеты возникли только в тех городах, которые являлись центрами сбора учеников и учителей, причём в европейском масштабе. При этом возникала конкуренция в среде учёных, а также образовывался круг выходцев из различных стран, с различным сословным происхождением и правами. Обычные нормы средневекового права в данных условиях не работали, поскольку сталкивались различные территориальные и сословные юрисдикции. При благоприятных условиях возникала корпорация — лат. universitas magistrorum et scholarum («объединение учителей и учеников»), — аналогичная цеховым объединениям, которые появились в Европе примерно в то же самое время, причём с теми же элементами корпоративного устройства. По латинскому названию, «цех учёных» получил имя «университет».

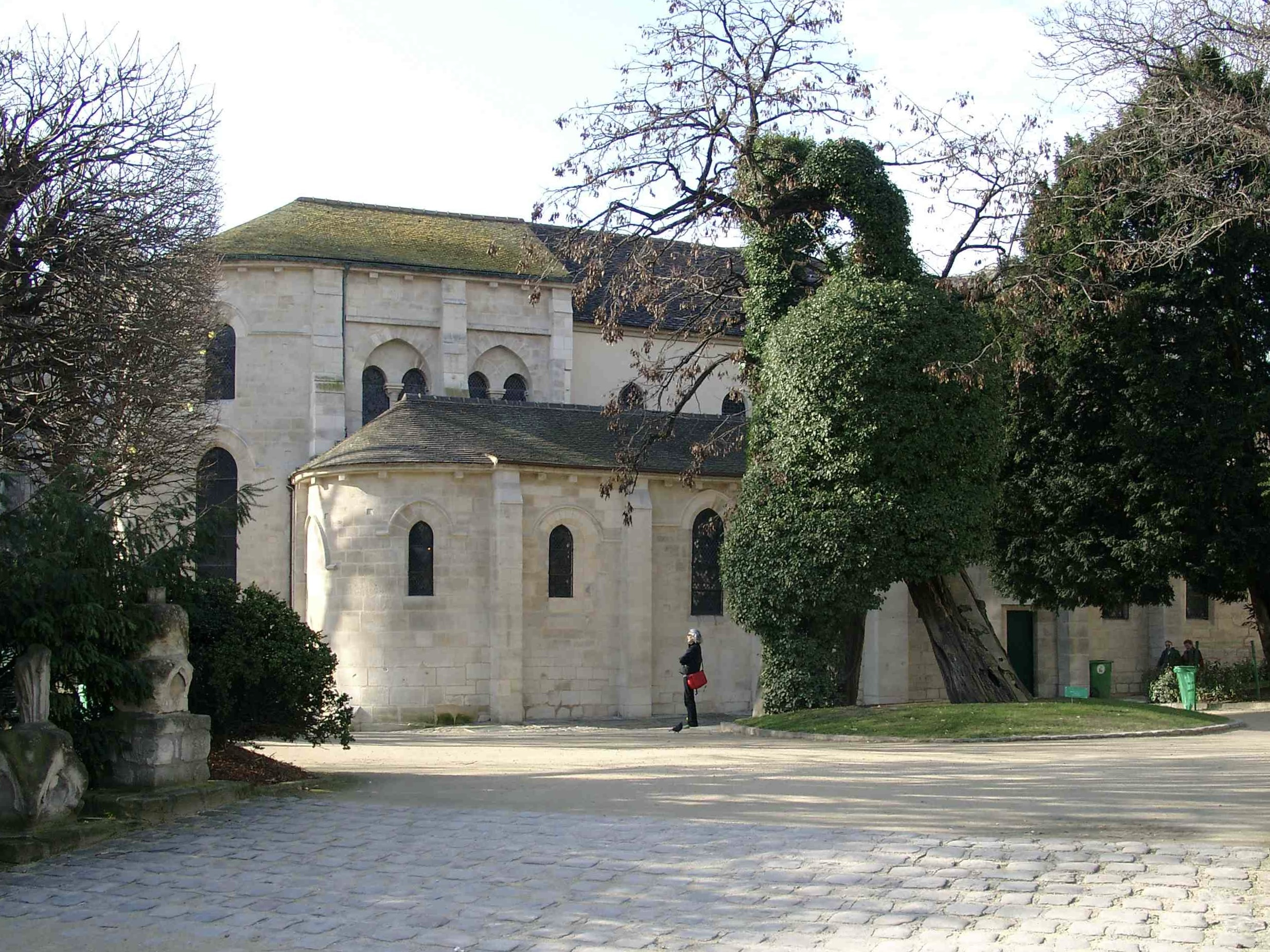
Церковь Сен-Жюльен-ле-Повр — место первых заседаний Парижского университета

Первая из университетских привилегий датирована 1155 годом, и была дарована Болонскому университету Фридрихом Барбароссой. В тот период император нуждался в услугах болонской юридической школы для обоснования своих притязаний на римский престол, привилегия университету, отчасти, была благодарностью за услуги. Болонские учёные начали активное изучение Кодекса Юстиниана, который был ими распространён по всей Европе. Это вновь служило признанию за Барбароссой роли прямого наследника древних императоров. Текст указа, вероятно, был подготовлен в Болонье, и потому, согласно мнению Г. Бокмана, является первым свидетельством «цехового» сознания европейских учёных, того, как они понимали насущные нужды корпорации. В первую очередь, в привилегии речь шла о разрешении конфликтов: любой член университетской корпорации, на которого поступил вызов в суд, получал право самостоятельно выбирать судью, причём из числа членов его же собственной корпорации, у которых он учился (магистров). Запрещалось широко распространённое заключение студентов под стражу за долги, сделанных одним из его соотечественников. Иными словами, члены университета — студенты и преподаватели — освобождались от юрисдикции местных властей, а сам университет приобретал права самостоятельной судебной инстанции. В немецкой традиции это право получило название нем. Selbstgerichtbarkeit («осуществление собственного суда»), именно это понятие стало синонимом «академической свободы» (нем. akademische Freiheit, лат. libertas academicas) — основой самосознания университетской корпорации.
Дальнейшее развитие этой концепции осуществлялось в Париже. Право университета на издание новых законов, распространяющихся на всех членов корпорации, было впервые признано папой римским Иннокентием III в 1208—1209 годах. Однако официально оно было утверждено только в привилегии папы Григория IX в 1231 году. Уставы университетов XIV—XV веков прописывали процедуру университетского суда, который наделялся полномочиями выносить смертные приговоры, причём для осуществления приговора основывалась университетская полиция и собственная темница — карцер, сохранявшая свои исторические функции вплоть до начала XX века.
Указ Фридриха Барбароссы даровал членам Болонского университета право беспрепятственного передвижения по всем территориям империи. По мнению Р. Мюллера, тем самым было создано «университетское пространство», уникальное для средневекового образа жизни, ибо существовало вне границ отдельных регионов и их законов, и даже не имело на тот момент привязки к конкретному месту, поскольку университетские кампусы появились намного позже, а средневековые университеты были мобильны и сравнительно легко могли мигрировать из города в город.

## Организация университетской корпорации

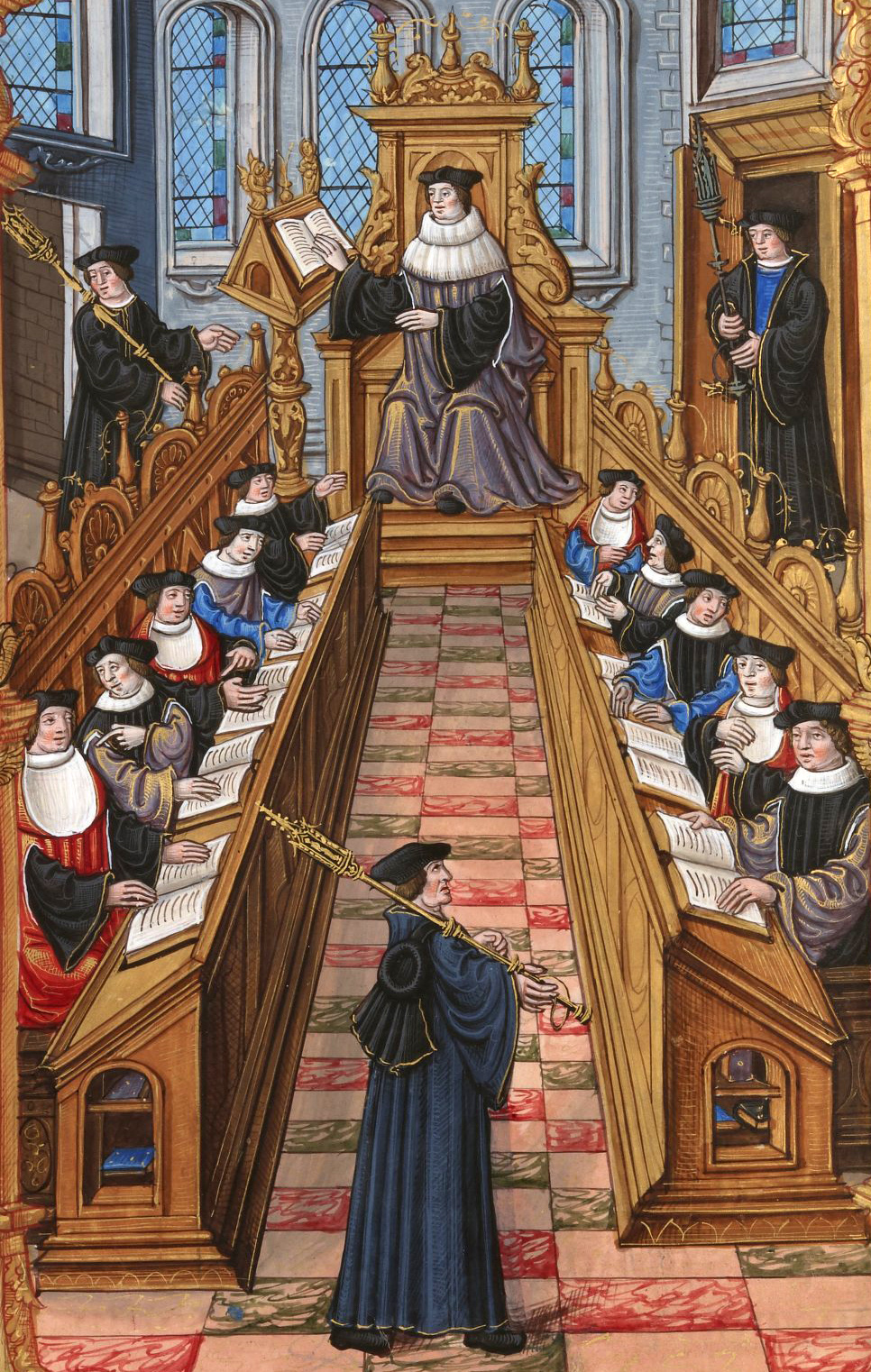
Диспут врачей в Парижском университете. Миниатюра из рукописи «Chants royaux», лист 27 verso, 1527 год, Французская национальная библиотека

### Внутреннее устройство
В период XII—XIII веков оформилось право университетов на присвоение учёных степеней. Уже в указе Барбароссы фигурировало понятие «магистров», ведущих преподавание для слушающих их «школяров» (лат. scholar — первоначальное обозначение учащегося, слово «студент» появилось позднее). Первоначально слово magister (по-латыни — «руководитель», «наставник») являлось почётным личным титулом, свидетельствовавшим, что его носитель достиг такого уровня познаний, что может передавать их другим. Титулом магистра, как правило, награждал своего ученика его прежний учитель, отличая его от менее успешных сотоварищей. В первых университетах в качестве титулов для ведущих преподавание употреблялись термины doctor (лат. docere — учить) и professor (лат. profiteri — объявлять, излагать публично), причём, по-видимому, первоначально это были синонимы. Первая попытка превратить титул в показатель квалификации зафиксирована в 1213 году в Парижском университете, когда канцлер (представлявший власть епископата) издал распоряжение о том, что читать лекции по богословию и церковному праву в университете должен лишь тот, кто получил одобрение всей коллегии преподавателей (в указе они названы профессорами). Причиной его издания, вероятно, стало слишком большое число учителей в Париже, среди которых требовалось провести отбор. В 1219 году папа Гонорий III эту меру подтвердил и предписал проводить испытания в форме диспута. Ответственным за публичные испытания стал декан соборной церкви; так возникла должность, вскоре ставшая обозначением главы факультета, которые и проводили эти испытания.
В течение XIII века испытания приобрели многоступенчатый характер и стали соответствовать этапам обучения. Параллельно умножалась градация учёных степеней. Низшей стали бакалавры, сдавшие экзамены низшей ступени; выше стояли лиценциаты, прослушавшие полный цикл лекций и сдавшие экзамен у своего профессора. Вследствие этого, они получали лат. licentia docendi, то есть право на преподавание, но к самому преподаванию не допускались. Высшей степенью для окончившего курс обучения была магистерская (на артистическом факультете) или докторская (на прочих факультетах). Диспут на высшую степень проводился публично, в присутствии остальных магистров и докторов, чаще всего, в помещении церкви. Этот экзамен был, скорее, ритуалом, так как на нём было нельзя провалиться, а все роли расписывались заранее. Однако допуск к учёной степени доктора стоил дорого, поскольку включал обязательные подношения всем членам университетской коллегии (обычай сохранялся во многих университетах до XIX века). Этот ритуал был прямым аналогом получения высшей степени в гильдии или цехе, дороговизна которых удерживала многих специалистов от получения высших званий. Также и множество лиценциатов отказывалось от перехода в магистры или доктора. Сложившаяся система учёных степеней одновременно отражала цеховую природу университета, но имела существенное отличие, поскольку основывалась на привилегиях высшей власти, получая тем самым универсальный характер. Степень магистра или доктора, полученная в любом университете, имеющем папскую и императорскую привилегию, признавалась в любом другом университете.
Французский медиевист Жак Верже отмечал, что юридическая автономия университетов не означала равенства его членов, которые могли пользоваться правами и прерогативами в разной степени. В этом плане средневековые университеты отчётливо делились на два основных типа. Парижская (и оксфордская) модель предполагала, что только магистры и доктора являлись полноправными членами корпорации, поэтому может именоваться «магистерской» или «профессорской». Однако следует иметь в виду, что многие студенты высших факультетов — теологического, юридического и медицинского — уже были магистрами искусств, допущенными к органам внутреннего самоуправления. Болонский и Падуанский университеты именуются Верже «студенческими», поскольку преподаватели работали по годичным контрактам, и, вдобавок, объединялись в собственные субкорпорации — коллегии, то есть колледжи, ответственные за проведение экзаменов и присуждение степеней. Это превращало университет в федерацию относительно замкнутых на себе сообществ — студенческих наций, магистров и докторов по специализации, и проч. Например, два юридических колледжа — трансмонтанский и цисмонтанский — просуществовали в Падуе до 1473 года.

### Типология основания университетов

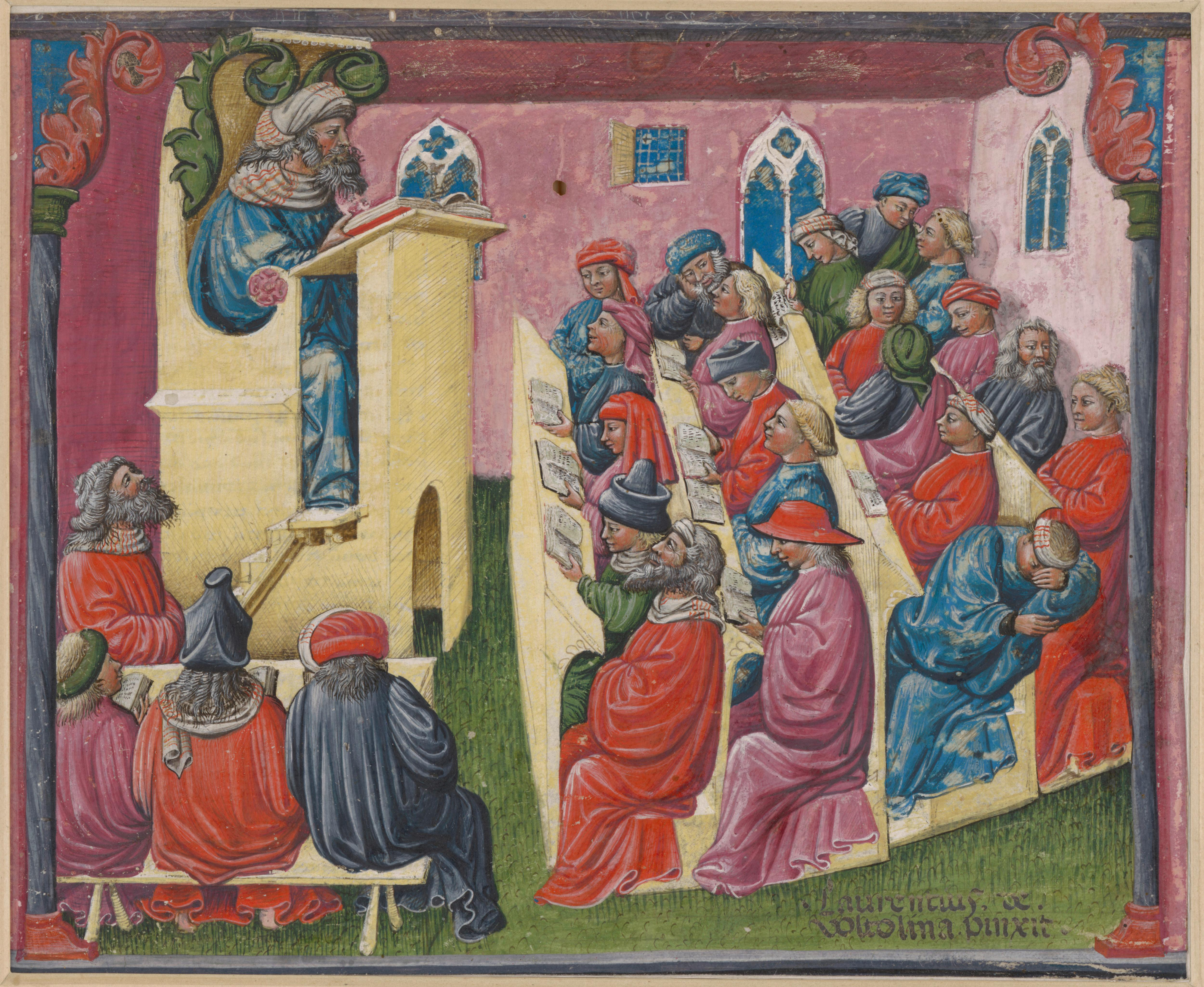
Генрих Германский обучает студентов Болоньи. Миниатюра работы Лоренцо де Вольтолина, Болонская школа, вторая половина XIV века. Пергамент, пигменты, 18 × 22 см. Гравюрный кабинет (Берлин)

Венгерский медиевист Астрик Ладислас Габриэль отмечал, что в XII веке университетские корпорации по обстоятельствам возникновения можно классифицировать по трём типам: во-первых, спонтанно возникшие на базе ранее существовавших школярских центров; во-вторых, основанных волей папы римского или императора (реже — в какой-либо городской коммуне); третьим вариантом был «бумажный университет», имеющий уставную грамоту, но так и не сделавшийся образовательным центром или вовсе не существующий.
К числу спонтанно возникших университетов относился Оксфордский, чьё существование следует из документов 1208—1209 годов, свидетельствующих о конфликте корпорации с горожанами. Часть докторов и студентов перебрались в результате этого в Кембридж, где возникла конкурирующая корпорация. В 1214 году был принят оксфордский университетский устав, согласно которому канцлер назначался из числа докторов епископом Линкольна. Устав был составлен по образцу парижского, но структура более напоминала болонскую: университетские дела решала Большая конгрегация (Congregatio magna), тогда как повседневную «текучку» вела Малая конгрегация (Congregatio minor); студенты факультета искусств составляли Чёрную конгрегацию (Congregatio nigra), названную по цвету одежд её участников. Папское дозволение на открытие Кембриджского университета было получено в 1233 году, а устав был принят в 1250 году. Английский Нортгемптон с его школой в XIII веке превосходил даже Оксфорд, тамошние учёные в 1238—1263 годах активно переселялись в этот город. В 1261 году в Нортгемптон переезжали также магистры Кембриджа. В результате король Генрих III в том же, 1261 году, даровал разрешение на открытие Нортгемптонского университета. Однако Оксфорд и Кембридж сумели через магнатов и епископов добиться сохранения своей монополии, и университет просуществовал всего четыре года (1261—1265). Равным образом, общая оппозиция канцлера и магистров Оксфорда и Кембриджа воспрепятствовала в 1334—1335 годах открыть университет в Стамфорде, и монополия этих двух английских корпораций на высшее образование сохранилась.
Примером крупного интеллектуального центра, в котором так и не сложилось университета, являлся Салерно. Салернская врачебная школа имела общеевропейскую значимость, сопоставимую с Болоньей — центром юридических штудий, и Парижем — столицей схоластической философии, причём возникла намного раньше: упоминалась в документах с 946 года, а предание возводило её основание ко временам Карла Великого. Однако в силу ряда обстоятельств, полноценной корпорации с факультетами в Салерно так и не возникло, и до 1231 года медицинская школа так и не имела официального статуса, ни со стороны папства, ни со стороны императора. В этом году Фридрих II воспретил в своих владениях медицинскую практику без лицензии, которая выдавалась при неаполитанском дворе, при участии салернских магистров и королевских чиновников; то есть самостоятельного права экзаменации и присуждения степени школа не имела. Ранее, в 1224 году императором Фридрихом был основан Неаполитанский университет, в котором имелся и медицинский факультет, однако к 1253 году он так и не превратился в полноценную высшую школу, и даже была попытка объединить его с Салернской медицинской школой. К 1258 году status quo был восстановлен, однако Салернская школа не выдержала конкуренции с медицинскими факультетами Болоньи и Монпелье, и к XIV веку окончательно захирела; далее она существовала только по инерции и растеряла всякий авторитет.
Существует предположение, что в XIII веке в Монпелье сосуществовали два университета. Медицинская корпорация организовывалась по образцу Салернской школы, причём её статут был дарован Папой римским. Далее и Людовик Святой предоставил местному епископу канцлерские прерогативы по отношению к лиценциатам и докторам гражданского и канонического права. Позднее к юристам присоединился и артистический факультет, а далее и теологический, и лишь много позже конфигурация университета приобрела стандартный вид.
Первый испанский университет был основан в Паленсии между 1212 и 1214 годами волей короля Альфонсо VIII. Ранее здесь была процветающая соборная школа, в которой обучался Доминик де Гусман Гарсес. Король Альфонсо, возможно после убеждений Тельо, епископа Паленсии, пригласил преподавателей из Парижа и Болоньи, однако нет никаких сведений, что структура школы или её учебная программа изменилась; нет сведений об универсальности присуждаемых в Паленсии докторских и магистерских степеней. В 1220 году папа Гонорий III дозволил передать для нужд корпорации одну двенадцатую долю доходов епархии («четвёртую часть от трети»), но это не сопровождалось учредительной буллой; первые привилегии корпорация получила от Вальядолидского синода в 1228 году. К 1263 году университет прекратил своё существование, и папа Урбан IV даровал дозволение открыть университет на основе Парижского устава, но доподлинно неизвестно, была ли попытка его возродить. Легенда о переносе университета из Паленсии в Саламанку — позднего происхождения.
К концу XIII века в Европе существовало 22 университета, из которых 6 были образованы путём сецессии и миграции.

### «Бумажные» высшие школы
В эпоху Средневековья существовал также феномен «бумажных университетов». Обыкновенно в Европе возникала корпорация, и лишь после окончательного оформления она получала официальный статус. Временно́й разрыв бывал велик: так, Орлеанский университет с 1236 года именовался universitas, тогда как папская булла была получена лишь в 1306-м. Ещё более длительным оказалось становление Анжерского университета: в Анже школа права существовала с 1230 года, термин studium generale прилагался к ней с 1337 года, тогда как папское дозволение пришло лишь в 1364 году. Университет Тулузы, основанный в 1229 году, не действовал вплоть до 1260-x годов. Венский университет был основан в 1365 году, но фактически стал действовать только после наплыва парижской эмигрантской профессуры в 1383 году. Краковский университет, основанный в 1364 году, так и не заработал, и в 1400 году Владислав Ягелло был вынужден испрашивать новую папскую буллу. Однако «бумажными» в западной историографии именуют лишь те университеты, на которые имелась санкция светской власти и изданная папская булла, но которые фактически так никогда и не были созданы; неполный их список содержит 15 названий. Таков был университет в Гре, санкционированный в 1291 году по прошению пфальцграфа Оттона IV буллой папы римского Николая IV. В 1295 году аналогичным образом папа Бонифаций VIII санкционировал основание никогда не существовавшего университета в Памье. Не удалось создать университеты в Вероне (1339) и Фриули (1353), а также в Женеве (1365). В 1312 году буллой папы Климента V был основан Дублинский университет, который длительное время являлся таковым лишь по названию. В 1254 году король Альфонсо X выпустил грамоту для основания Севильского университета, специально предназначенного для преподавания арабского и латинского языков. Предположительно, базой для него должны были послужить миссионерские школы Ордена доминиканцев; в 1260 году была выпущена булла папы Александра IV, но, вероятно, первая в Европе высшая школа востоковедения так и осталась на бумаге.

### Организация корпорации Парижского и Болонского университетов

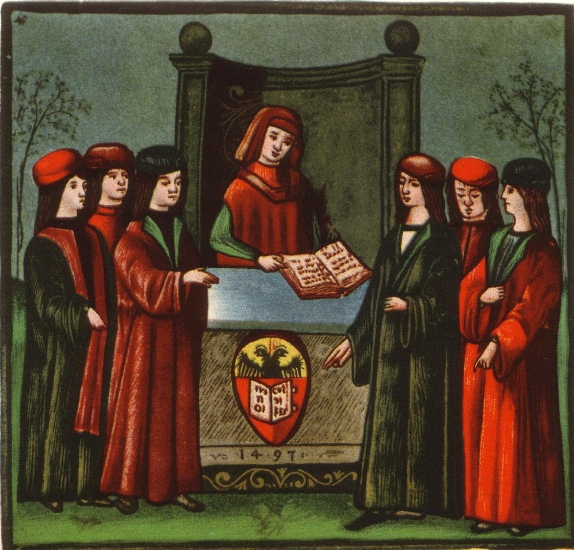
Болонские студенты немецкой «нации» (землячества). Миниатюра XV века

Парижский и Болонский университеты уже в начале XIII века столкнулись с проблемой обеспечения своих наставников, поскольку в условиях дороговизны большого города существовать только на плату от учеников было невозможно. Папы Римские дозволили членам Парижского университета — духовным лицам — пользоваться бенефициями, то есть частью доходов от той церкви, частью клира которой они числились. В пользу университета передавались и синекуры — должности в церквях, построенных на частные средства. Служба в таких церквях не была сопряжена с обязанностями приходского священника. Если профессор университета был монахом городского монастыря, папскими привилегиями отводилась определённая квота монастырских мест, передаваемых университету. Обеспечение права преподавания с самого начала оказывалось связано с получением кафедры в приходской или монастырской церкви. В университетском обиходе термин «кафедра» стал обозначать единицу финансирования и сохранял это значение вплоть до XIX века.
В условиях избытка академических кадров, кафедр не хватало. В папской привилегии 1231 года Парижскому университету, выданной с целью прекращения студенческой забастовки 1229 года, право распределения вакантных церковных должностей, закреплённых за университетом, передавалось само́й профессорской коллегии. Так проявился ещё один цеховой порядок — самовосполнение корпорации нем. Selbstergänzung. С утверждением данного права окончательно сформировалась университетская структура — возникли факультеты. Факультет есть объединение профессоров, в зависимости от преподаваемых наук, главной функцией которого было производство в учёные степени. Старейшим был артистический факультет Парижского университета, основанный в 1240 году. Он объединял преподавателей семи свободных искусств, и позднее получил название философского. В 1260 году в Париже были официально утверждены три высших факультета — богословский, юридический и медицинский, причём именно в таком порядке (он влиял на ранговые отношения профессоров). В университетах Священной Римской империи наличие четырёх факультетов было главным признаком «полноты университета». Устойчивость этой традиции препятствовала попыткам структурных изменений: возникновение отдельного факультета естественных наук, выделившегося из философского (артистического) факультета, в Германии стало возможным только во второй половине XIX века.
Факультеты регулярно участвовали в выборах главы корпорации — ректора (лат. regere — править). Однако здесь имелись нюансы: артистический факультет, как правило, превосходил по численности студентов и преподавателей прочих факультетов вместе взятых. Предметы, преподаваемые в артистическом факультете, служили общеобразовательным целям и были обязательны для всех студентов, большинство которых не поднималось выше степени бакалавра. В Парижском университете, лица, желавшие продолжить образование, обязывались получить на артистическом факультете степень магистра и в течение двух лет вести там преподавание, не занимая кафедры. В результате получалось, что студент одного из высших факультетов одновременно являлся преподавателем на артистическом. Поэтому в XIII веке выборы ректора проводились именно из состава магистров артистического факультета — низшего в иерархии, но универсального для всех.
В университетах Италии — прежде всего Болонском — система выборов ректора была иной. Преимущественную роль здесь играла форма внутренней организации университета, ориентированная на студентов, и построенная в зависимости от их происхождения из различных частей Европы, — нации. В Болонье наций было так много (около 20), что они образовали две самостоятельные корпорации — universitas citramontanum для студентов, которые пришли учиться с «этой» стороны Альп (то есть из Италии); и universitas ultramontanum для студентов с другой стороны Альп (среди которых самой большой была немецкая). Каждая из корпораций выбирала ректора из своего состава, и оба они, таким образом, были студентами, как правило учившимися на одном из высших факультетов, а потому достаточно зрелого возраста. Парижская и болонская модели отличались, в основном, только по вопросам самоуправления. В Болонье студенты подписывали со своими профессорами контракты на чтение и слушание лекций на определённый срок, невыполнение которого каралось штрафом. С 1220 года в Парижском университете также были сформированы нации, но большой роли в самоуправлении они не играли, и их насчитывалось всего 4, как и в подавляющем большинстве университетов Испании и Священной Римской империи.

### Испанские университеты и государственное законодательство
Государственными учреждениями были все испанские университеты. Саламанкский университет был основан королём Альфонсо IX, но точная дата этого неизвестна. Уставная грамота была дана королём Фердинандом III в 1242 году, однако подлинное развитие университета началось только в царствование Альфонсо X, который предоставил университету привилегию в 1254 году. Университет остался под управлением церкви, и хотя степени присуждал Scholasticus или Magister Scholarum, церемония проходила в соборе; зато право уголовного преследования членов корпорации, тюремного заключения или присуждения высшей меры наказания — изгнания, — принадлежало магистру и епископу совместно. Епископ имел в университетских делах более высокое значение, чем ректор в Париже или высших школах Италии, и это положение сохранялось в испанских университетах вплоть до секуляризации в XIX веке. По уставу короля Альфонсо, декан Саламанки и епископ-канцлер носили титул «Хранителей», и они, а не коллегия магистров и горожан, решали вопросы налогообложения и прочие. Магистры не имели права прикладывать к своим документах университетскую печать без санкции епископа. Этот устав в 1255 году по просьбе короля был подкреплён буллой папы Александра IV, в которой прямо сказано, что университет (Studium Generale) уже основан королём, и его власть не ставится под сомнение. Однако Папа Римский предоставил магистрам Саламанки значительные привилегии, в частности, освобождение от интердикта, если он не наложен Святым Престолом, и право выпускников Саламанки преподавать в любом университете Европы, кроме Парижа и Болоньи, но это ограничение было снято в 1332 году.

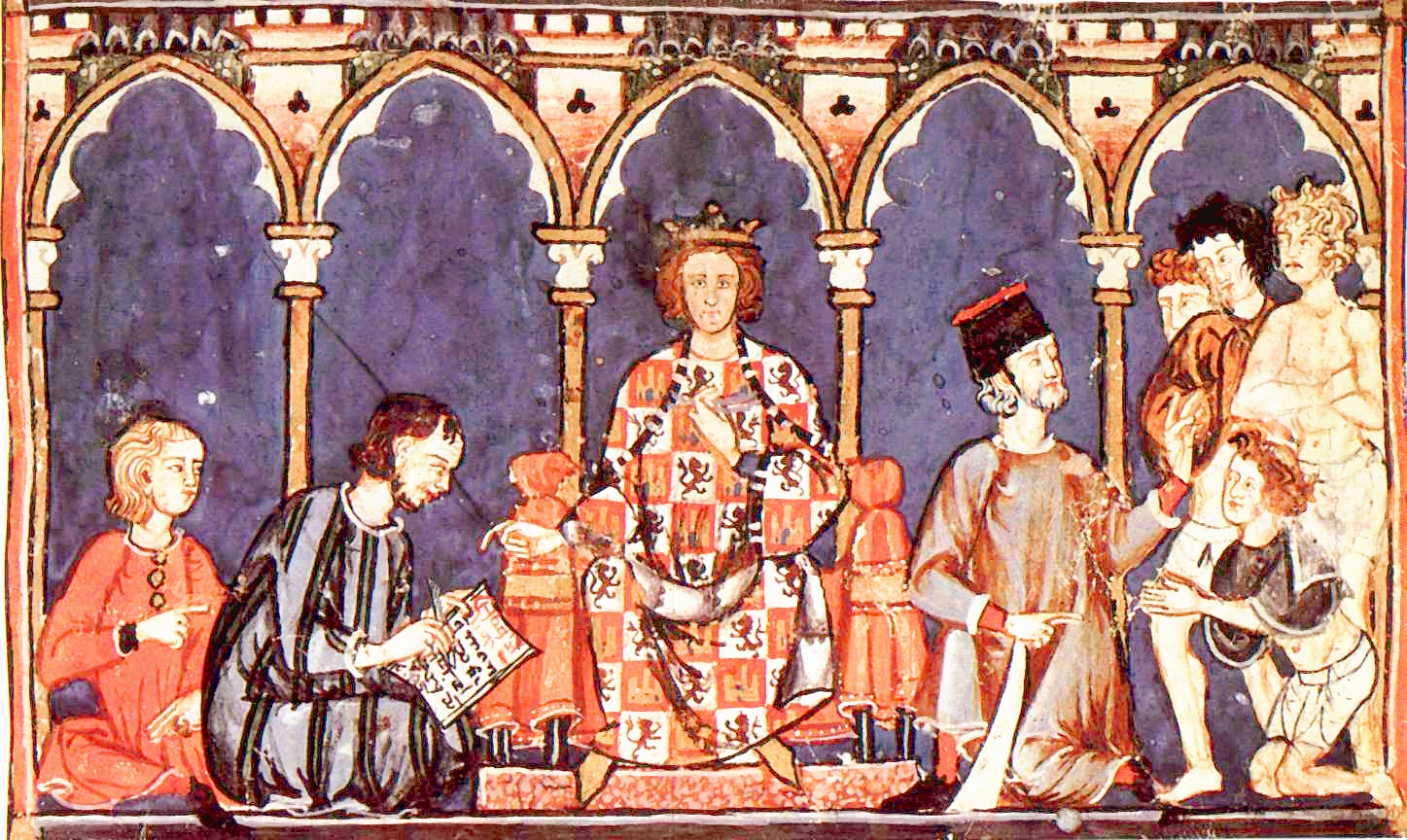
Король Альфонсо X в окружении придворных учёных. Миниатюра из Libro de los Juegos (folio 65r)

В 1263 году Альфонсо X был опубликован кодекс Siete Partidas — первый европейский законодательный акт, в котором университетам была посвящена особая глава (XXXI). Примечательно, что в соответствующей статье была дана первая авторитетная попытка дать определение понятию studium generale, причём было указано, что они бывают двух родов — «отдельные» и «общие». Первые определялись как школы, в которой «городской магистр обучает нескольких учёных» с санкции епископата или магистрата. Собственно университетом провозглашалась лишь та корпорация, в которой имелись отдельные магистры для каждого из семи свободных искусств или, по крайней мере, для дисциплин тривиума и гражданского и канонического права (Юстинианова кодекса и декреталий). Такая школа могла быть учреждена только папой, императором и правителем данной страны, причём жалованье членам корпорации устанавливается последним. В законе чётко прописано, что университет является коллегией студентов и профессоров, которые избирают общего ректора, которому обязаны подчиняться; причём ректор объявлен посредником между корпорацией и горожанами. Магистры и студенты были лишены права носить оружие, и уголовные дела подлежали университетскому суду, но этот последний мог передать дело королевскому судопроизводству. В кодексе Альфонсо прописывалась и процедура экзаменации и присуждения степеней, основанная на Болонском процессе, но с местной спецификой. Магистр, например, получал привилегии кабальеро, а доктора гражданского права имели право постоянного доступа на королевские аудиенции и после 20-летнего пребывания в должности в королевском суде получали графский титул. Штат университета предусматривал профессора-законника, двух докторов канонического права, 1 магистра и 1 бакалавра гражданских прав, двух магистров логики, 1 магистра грамматики и 1 магистра физики. Доктор медицины приравнивался к магистру искусств или грамматики. Предусматривалась даже штатная должность магистра музыки (умеющего играть на органе); в Оксфорде таковая появилась только в XV веке, а во Франции и Италии музыке в университетах не обучали.
Из-за недостатка средств в 1298 году деятельность Саламанкской корпорации была приостановлена, но в 1303 году университет вновь упоминался в булле папы Бонифация VIII. Реформирован университет был в 1411 году папой Бенедиктом XIII, который учредил в Саламанке кафедру богословия. Ранее папы неохотно давали такие привилегии, желая сохранить монополию Парижа на схоластические штудии. Вьеннский собор 1311—1312 годов включил Саламанку в число пяти европейских университетов, в которых должны быть созданы кафедры восточных языков. Судя по сохранившимся документам 1355 года, корпорация включала 10 магистров и лиценциатов, 18 бакалавров, 179 студентов-юристов и 130 студентов остальных факультетов. Все их имена — испанские, за исключением двух португальских.

### Организация корпорации университетов Священной Римской империи

#### Карлов университет и его корпорация

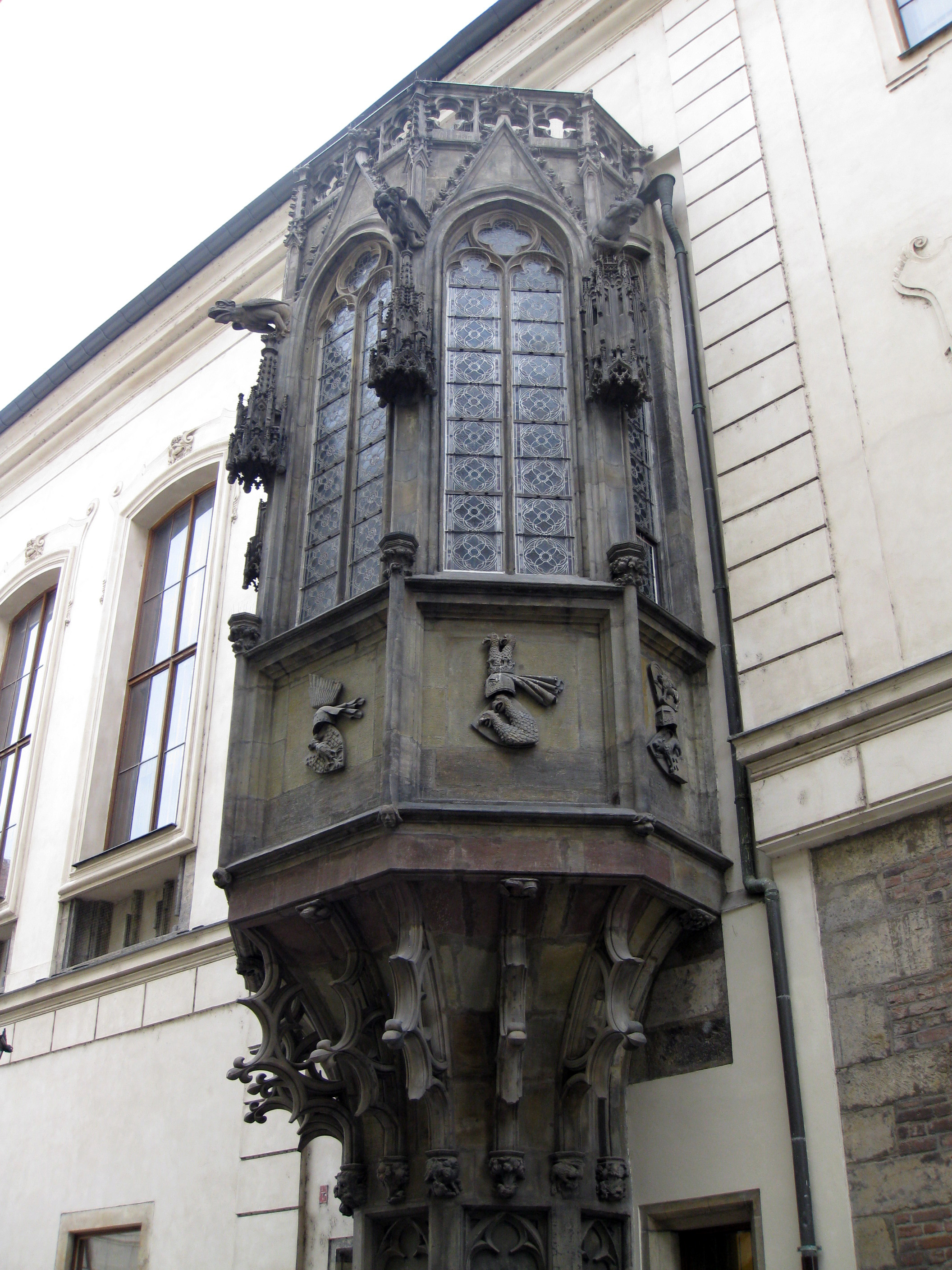
Историческая капелла Карлова университета (Старе-Место). Фото 2012 года

Первый из немецких университетов был основан в Праге в 1348 году. Богемское королевство в тот период было составной частью Заальпийской части Священной Римской империи, а император Карл IV стал первым, который занялся обустройством своих владений в Германии. Во второй половине XIV века в Праге существовали четыре нации: саксонская, баварская, богемская и польская. Их следовало понимать как приблизительные обозначения мест происхождения студентов: четыре нации, по сути, указывали на четыре стороны света — саксонская нация охватывала всю северную Европу, баварская — западную, от Австрийского герцогства до Нидерландов, польская — восточную, включая Пруссию, Лифляндию и т. д., а богемская — южную, в том числе территорию Венгерского королевства. Однако общее организационное разделение Пражского университета осуществлялось не по нациям: к одной корпорации, выбиравшей своего ректора, относили себя юристы, а к другой — остальные три факультета, среди которых численно преобладали артисты. Первый «университет юристов» ориентировался на пример Болоньи и выбирал своего ректора не из преподавателей, а из студентов, а второй «университет» — напротив, по Парижскому образцу, из магистров артистического факультета. Но и членение по нациям имело при этих выборах большое значение: именно нации определяли выборщиков так, чтобы их полный состав равным образом представлял все четыре нации. Когда в 1409 году чешский король Вацлав IV издал т. н. Кутногорский декрет, по которому богемская нация — самая многочисленная в университете — должна была получить преимущество в три голоса по сравнению с каждым из голосов других наций, он спровоцировал исход из Праги как студентов, так и профессоров, не записанных в богемскую нацию. В результате образовался новый Лейпцигский университет в соседней Саксонии. Старейшим университетом на землях собственно Германии был Гейдельбергский, существующий с 1385 года.
Тем не менее с XV века все без исключения университеты Священной Римской империи пошли по модели Парижского университета, то есть организовывались как факультетские корпорации магистров и докторов во главе с избираемым ими ректором. Модель «профессорского» университета здесь единодушно победила. Нации, хотя и сохранились в старейших немецких университетах (Праги, Вены, Лейпцига), но уступили ведущее значение факультетам.
Численность корпорации Пражского университета была традиционно велика, хотя из-за плохой сохранности матрикулов не всегда можно подсчитать её точно. В 1380-е годы юридический факультет привлекал примерно по 140 студентов в год, а число выпущенных бакалавров (на трёх факультетах, включая артистический) могло иногда достигать 200 человек в год (пиковыми оказались 1384—1386 годы). Хотя в XV веке Карлову университету приходилось конкурировать с корпорациями Вены, Эрфурта, Гейдельберга и Кёльна, число студентов могло достигать, вероятно, 1000 человек. Сохранившиеся записи 1373—1375 и 1382—1383 годов о матрикуляции саксонской нации показывают, в среднем, 230 студентов, из которых 55 успешно прошли испытания на бакалавра. Самым многочисленным был артистический факультет, который до начала XV века был крупнейшим по численности в Европе: в 1367—1409 годах через него прошло около 18 000 студентов; три четверти из них не получали никаких степеней. Показатели резко снизились после издания Кутногорского декрета. Расходы на обучение на степень бакалавра, вместе с проживанием, в среднем, вдвое превышали минимальный доход от требоисправления, а матрикулы саксонской нации за 1373—1382 годов к категории бедных относили 15,5 % своих студентов. Из тех же фрагментарных матрикулов следует, что на артистическом факультете из 50 выпускников 12 завершили двухлетний университетский курс, 18 обучались не более 4 семестров, а 20 обучались дольше. В среднем, для получения степени бакалавра, а затем лиценциата, требовалось по 28 месяцев.
Профессоров и магистров богословия набирали в монастырях Праги, их насчитывалось 18, а в 1420 году числилось 29 профессоров и лекторов по богословию. Преимущественно они представляли ордена доминиканцев, августинцев и миноритов. Пражский университет отличался от всех других корпораций к северу от Альп тем, что до конца XV века располагал большим количеством специализированных учебных зданий и помещений для профессуры и студентов. В документах с 1365 года упоминаются «бурсы» (bursae), которые профессора держали частным образом. С 1380 года существовал колледж Вацлава IV, доступный лишь избранным, а в 1397 году факультет искусств обзавёлся специально построенной «лекторией» (lectoria), располагалась она в квартале богемской нации.

#### Основание Гейдельбергского университета

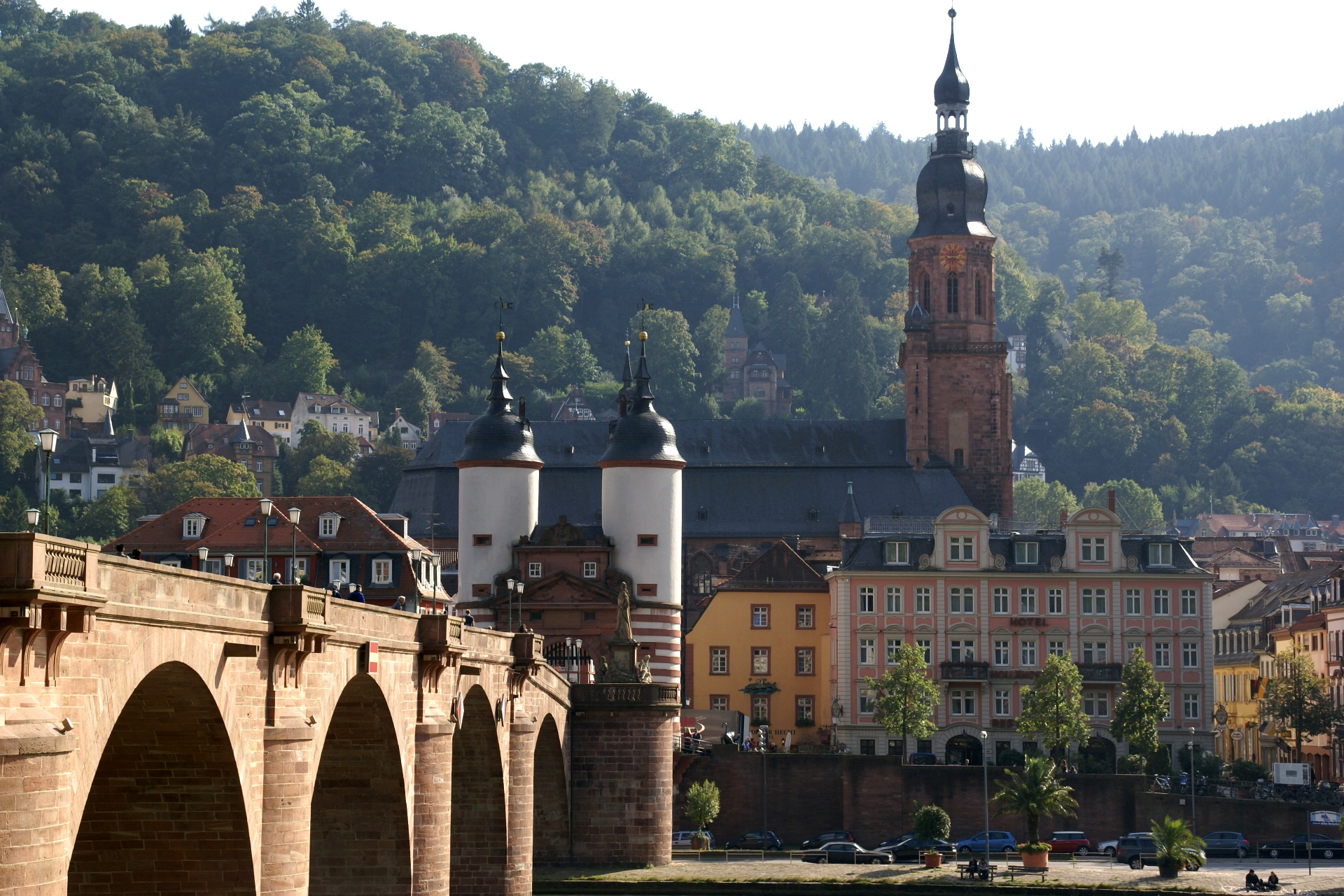
Старый мост и церковь Св. Духа в Гейдельберге. Именно здесь прошло основание университета. Фото 2013 года

Гейдельбергский университет был основан курфюрстом Рупрехтом I. По оценке Юргена Митке, история основания университета является своего рода «эталонной», поскольку хорошо документирована в мемуаре Марсилия Ингенского, парижского профессора факультета искусств, который был избран первым канцлером. Подоплёкой образования университета стал Великий западный раскол католической церкви: выпускники Сорбонны, подчинявшихся авиньонскому папе Клименту VII, не могли служить в церквях Курпфальца, управляемых Папой римским, поэтому возникла потребность в собственном теологическом факультете. Маркграф Рупрехт даже собрал совет в Версау (ныне несуществующий замок в Мангейме), чтобы принять грамоту папы Урбана VI, чья резиденция была тогда в Генуе. Легат — Петрус де Коппа — являлся папским писцом, однако из записей Марсилия Ингенского не следует, что решение было принято немедленно после получения привилегии. Тем не менее неизвестно, какие были высказаны аргументы «за» и «против», в конечном счёте Марсилий был назначен маркграфским легатом, и пожалован графскими налогами от города Гейдельберга (в котором тогда было не более 5000 жителей) для всех необходимых действий. 1 октября 1386 года датированы шесть статутов за подписью самого Марсилия Ингенского, которые были составлены по образцу Парижа. Инаугурационная лекция, сопровождаемая торжественной мессой, была прочитана 19 октября того же года; от этой даты отсчитывается история университета. Тем не менее своего ректора — того же Марсилия, — корпорация избрала только спустя четыре недели: не хватало третьего магистра искусств для совершения процедуры (по принципу Tres Faciunt Collegium); имевшегося магистра богословия было решено включить в коллегию, но не делать из этого прецедента.
Университет оказался востребованным: в первый год его существования зарегистрировалось около 500 человек, внёсших плату за обучение. Ректор стал вести специальную летопись, а собственную печать он получил от курфюрста всего через день после выборов — 18 ноября 1386 года; она закрепляла правовую автономию корпорации. Ректор удостоился также булавы как символа своей власти. В 1388 году университет пережил раскол, когда 16 ведущих схоластов, включая вновь избранного ректора Бертольда Зудердика из Оснабрюка и магистра Готлиба из Марки, перебрались во вновь основанный Кёльнский университет, причём Готлиб был избран там ректором. Это указывает на серьёзный кризис развития: несмотря на то, что в первый год записалось очень много студентов, далее наступил спад. В 1387—1388 учебном году за пять месяцев поступило только 5 студентов, а в матрикуле весеннего семестра числилось всего 103 человека. После раскола лета 1388 студентов осталось 57. Кризис был преодолён лишь в 1390 году, когда на престол взошёл курфюрст Рупрехт II. Кроме того, в апреле 1390 года скончался Конрад Гельнхаузенский, который завещал Гейдельбергскому университету свою библиотеку и имущество (душеприказчиками стали сам курфюрст и ректор Марсилий), но с условием, что в двухлетний срок будет создана артистическая коллегия из 12 магистров. Она была открыта в 1393 году, причём герцог отдал для её содержания виноградники и таможенные доходы. Кроме того, курфюрст в 1390 году принял решение об изгнании из Курпфальца евреев. 2 ноября 1390 года ректорат обсуждал вопросы переоборудования домов и синагоги, пожалованных правителем университету. 26 декабря синагога была освящена как часовня Св. Девы Марии.

### Великий западный раскол

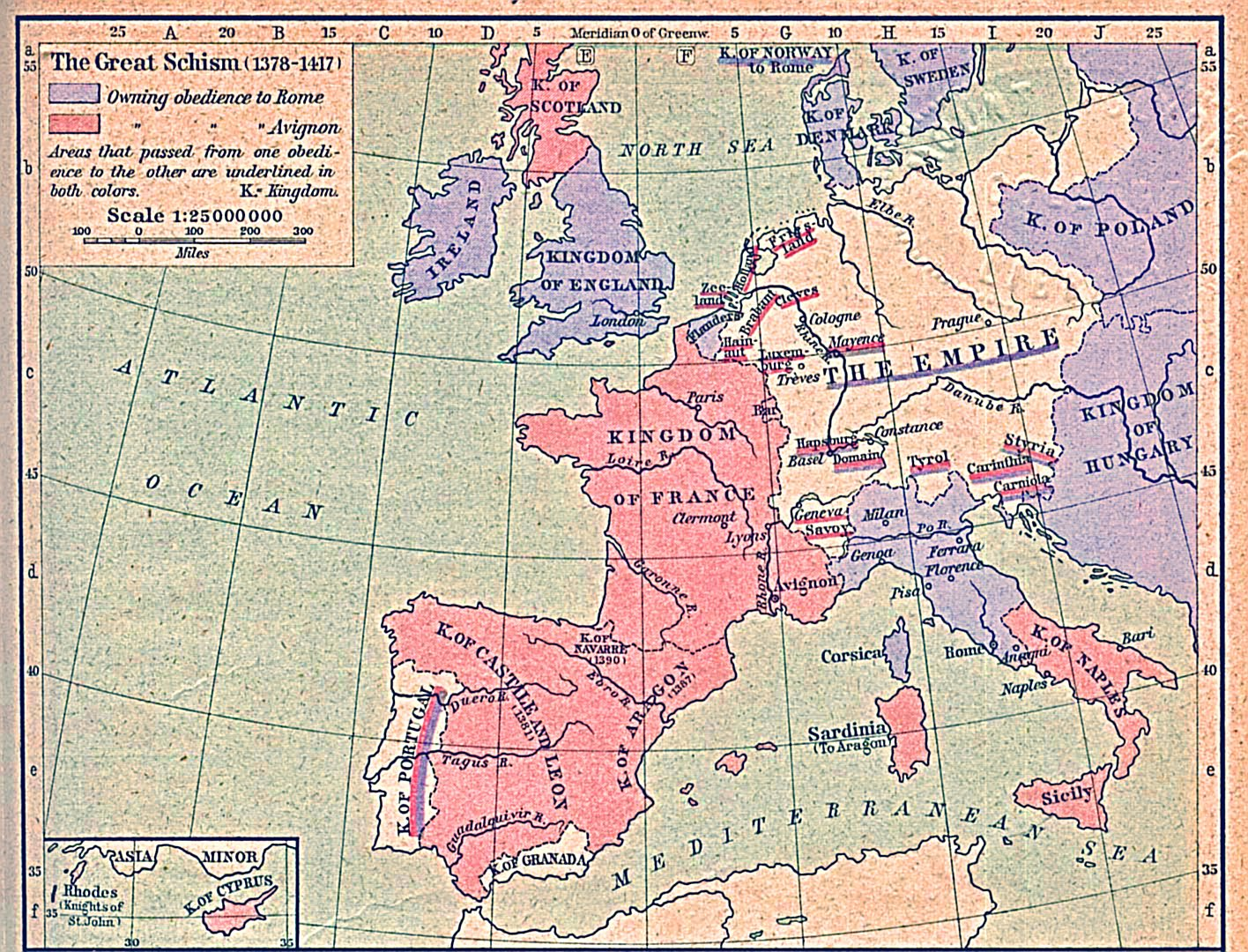
Карта Великой западной схизмы с обозначением сторон

Кризис Римской церкви после окончания Авиньонского пленения оказал прямое воздействие на университеты. В 1380 году университетское сообщество оказалось перед дилеммой принятия стороны Урбана VI или Климента VII. В результате настал раскол и в университетах, когда Болонья и Прага поддержали «урбанистов», а французские и провансальские университеты остались на стороне «климентистов». Именно в Парижском университете шли наиболее ожесточённые, но и интеллектуально глубокие диспуты на тему прекращения раскола, которые заложили основу механизма выработки политического согласия, оказывавшего влияние на протяжении десятилетий. Папа Урбан VI осознал важность университетов для укрепления своих позиций, и в 1384 году начал активную политику в этом отношении, предоставив Венскому университету право открытия теологического факультета, и в 1385 году направив в Курпфальц привилегию на открытие Гейдельбергского университета. Последний сразу отказался признавать степени, присуждённые в Париже магистрами-климентистами. До 1389 года папа Урбан предоставил привилегии на открытие корпорации в Кёльне, Лукке, Кульме и Эрфурте, но его упования не оправдались. Бурный рост Пражского и Венского университетов, и основание новых корпораций в Центральной и Восточной Европе в тот период был вызван исходом из Франции магистров немецкой нации. Это привело к упадку ряда провансальских университетов, однако Авиньонский процветал, поскольку папская курия привлекала желавших сделать церковную карьеру. Парижскому университету пришлось в 1403 году приносить присягу Бенедикту XIII, от которого его магистры отреклись при его избрании: корпорация была вынуждена уступить требованию короны и университетов Анже, Монпелье, Орлеана и Тулузы.
Великий раскол Западной церкви привёл к кризису университетов как института общеевропейской соборности. Магистерские корпорации стали обслуживающим механизмом сторон и не несли ответственности за решения церковных и светских властей, в отличие от влиятельных учёных, которые могли заседать в Генеральных штатах, но от своего имени. Studia Generalia навсегда утратил статус наднациональных центров просвещения и пропаганды латинской схоластической культуры.

### Университеты и власть в эпоху Позднего Средневековья
Как показал опыт XIII—XIV веков, долговременно существующая и процветающая университетская корпорация могла возникнуть только при поддержке верховной власти. Особенно ярко это проявилось в Италии, где созданные в крупных торгово-промышленных городах корпорации постоянно испытывали давление властей, предписывающих правила организации университетов и контролировавших их деятельность. Для учёных корпораций Перуджи, Падуи, Сиены и Флоренции характерно «волнообразное» развитие, сообразно вниманию властей и щедрости финансирования. Неаполитанский университет практически весь XIV век влачил жалкое существование, а в царствование Джованны I вообще лишился государственной поддержки; магистры гражданского и канонического права стремились сделать государственную или церковную карьеру, но не оставаться в корпорации. Кардинал Бертран де Дё в 1344 году в результате конфликта с Монпелье, грозился лишить тамошний studium привилегий или даже перенести его в другой город. В Оксфорде в 1355 году начались очередные столкновения между членами корпорации и горожанами, которые привели к резне студентов в день Святой Схоластики (10 февраля 1355 года) при полном попустительстве городских властей. Королю Эдуарду III пришлось вмешиваться вплоть до ареста мэра и олдерменов Оксфорда, и снятия шерифа с должности. Благодаря королевской хартии от 27 июня 1355 года университет возобновил деятельность, а на город наложили штраф и подчинили его магистрат университету.
Юрген Митке обратил внимание на безусловно существующую связь между основанием университетов в германских землях и началом преследований евреев и еретиков на рубеже XIV—XV веков (после основания Гейдельбергского университета). Гейдельбергские магистры приняли активное участие в преследовании еретиков в соседнем Вормсе в 1392 году (двое изобличённых были сожжены). Во время изгнания евреев из Вены в 1419 году университетская корпорация приняла в этом активное участие. Гейдельбергские магистры богословия приняли активное участие в осуждении Яна Гуса и Иеронима Пражского на Констанцском соборе, а в 1430-х годах гейдельбергские инквизиторы, многие из которых были членами университета, активно преследовали гуситов по всей Германии. Нескольких гуситских еретиков сожгли и в самом Гейдельберге по приговору церковного суда, в котором заседали профессора-богословы. Аналогичная волна преследований началась в 1477 году во время основания Тюбингенского университета, и в 1502 году во Фрейбургском университете.
Всего к концу XIV века возникло 34 университета. В следующем, XV веке, темпы основания новых университетов не стали меньшими, наметилась тенденция относительного и абсолютного роста численности студентов при сокращении населения. Мобильность студенчества оставалась значительной, но в конце XV века дюжина ведущих итальянских университетов образовала неформальную «провинцию», в рамках которой студентам был облегчён переход из корпорации в другую корпорацию.

### Региональные университеты XV века

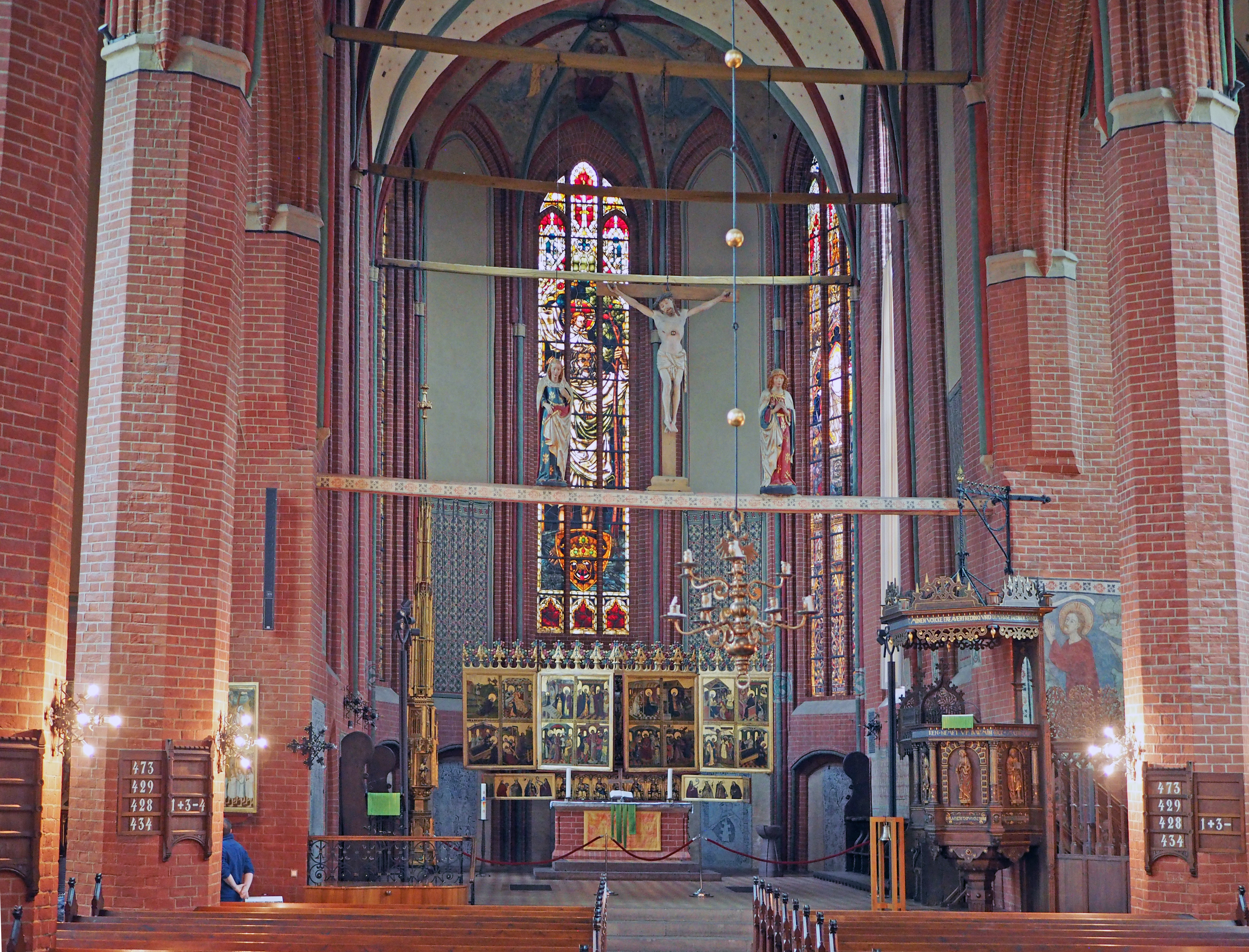
Алтарь Ростокской университетской церкви. Фото 2019 года

Начиная с XV века в создании университетов стали заинтересованы светские власти, которые видели в них центры подготовки интеллектуальных и властных элит в своих собственных владениях. Карлов университет в Праге может считаться первым примером такого учебного заведения, хотя он был основан ещё в 1378 году. Целью Карла IV было прославление своего личного и династического престижа, а также легимизация себя как суверена. Однако после его кончины университет впал в кризис, а гуситские споры окончательно привели к исходу профессуры и студентов в Вену, Гейдельберг и особенно в Лейпциг. Тем не менее модель светского покровительства магистерской корпорации, маскируемой под старую универсальность, была заложена, по мнению Паоло Нарди, именно в Праге. Новые университеты также должны были санкционироваться папством, но с XV века привилегии становились формальностью. На территории Священной Римской империи возникли 7 новых университетов, в том числе Ростокский (1419). Они воспроизводили Парижскую модель и проповедовали схоластические идеалы, но более не служили общеевропейским целям, явно имея региональное значение. Причин для оснований новых университетов было множество: от амбиций суверена (Прага), до осознания полезности образованных кадров для государственной службы, и даже «благочестивое стремление» оказать помощь депрессивным владениям (Лувен, Майнц и Трир). Связи новых корпораций с бюргерской средой и придворными кругами были намного сильнее, чем в старых центрах Франции и Италии, хотя традиционные свободы во внутренних делах поддерживались вплоть до времён Реформации. Лувенский университет был основан в 1425 году герцогом Жаном IV Брабантским по прошению жителей города, получившим санкцию папы римского Мартина V. Однако канцлером являлся городской епископ, и именно наместник Св. Петра присуждал licentia ubique docendi; финансирование же осуществлял герцогский двор и жители города, заинтересованные в наличии высшей школы. Ещё раньше, в 1409 году был основан университет Экс-ан-Прованса, который создал граф Людовик II Анжуйский с санкции антипапы Александра V. Он был заинтересован в подготовке государственных служащих, и предоставил новому университету те же привилегии, что и в Париже и в Тулузе, а для скорейшего развития перевёл туда часть студентов из своих провансальских владений.
Окончание Столетней войны изменило и отношения между Парижским университетом и французской короной. В противостоянии между папами, антипапами, французскими и английскими королями Сорбонне не удалось выступить в роли арбитра. Отчасти, это было связано с позицией магистров, которые охотно присягали английской короне во имя привилегий и покровительства. В 1446 году король Карл VII передал все гражданские дела, касающиеся университета, в ведение Парижского парламента, а в 1452 году кардинал-легат Гийом де Эстутевилль объявил о реформе устава Парижского университета. Во Франции началось наступление на иммунитеты и привилегии учёной корпорации, которыми та пользовалась в XII—XIV веках. Тулузский парламент получил власть над университетом в случае внутренних разногласий, а со второй половины XV века активно вмешивался в административные дела корпорации.
Специфично было развитие университетов Италии и Испании. В Италии многочисленные городские коммуны и синьории к XV веку сменились крупными региональными государствами. Многие крупные города располагали университетами, стихийно возникшими в XIII—XIV веках. Как итальянские князья, так и городские олигархи Венеции и Флоренции были заинтересованы в качестве преподавания, чтобы воспитывать достойных придворных и профессиональных управленцев. Миланские династии Висконти и Сфорца сначала пытались сделать главным в своих владениях Павийский университет, что привело к упадку магистерской корпорации Пармы. Миланские герцоги ограничивали полномочия ректоров и права корпорации, финансы университета контролировались государством; оно же устанавливало жалованье преподавателей и регламентировало профессиональные требования. Арагонские правители Неаполя пересмотрели статуты Гогенштауфена, и также перевели организацию образования и финансирование на государственную основу. Альфонсо V Великодушный в 1434 году санкционировал основание университета в Катании, возможно, из-за переноса двора в Палермо. Университет получил привилегию папы Евгения IV; докторские степени был уполномочен присуждать городской епископ, являвшийся также канцлером. Папы прямо контролировали Римский университет. Венецианская республика установила контроль над Падуанским университетом, тогда как савойские графы (а позже герцоги) попытались придать высокий статус Туринскому университету. Академическое сообщество Италии рано оказалось связанным с правящими олигархиями и аристократическими семействами.
В 1450 году по указу короля Альфонсо V и буллой папы Николая V был основан университет Барселоны; как и существовавшие параллельно университеты Майорки и Валенсии, он стал центром распространения учения Раймунда Луллия. Университет Сарагосы был санкционирован папой Сикстом IV в 1474 году по решению муниципалитета, причём имел единственный — артистический — факультет. В 1476 году университет был соподчинён епископату, но практически не развивался, и был заново учреждён в 1541 году. Университет в Алькала был основан ещё в 1393 году королём Санчо IV, но он оставался «бумажным» до 1459 года, когда архиепископ Толедский Альфонсо Каррильо де Акунья добился буллы папы Пия II об учреждении трёх кафедр искусств и грамматики, но без статуса Studium Generale. Наконец, в 1499 году волей архиепископа Хименеса де Сиснероса папа Александр VI выпустил буллу, по которой университет получал право присуждения степеней (осуществлял его настоятель соборной церкви Св. Юста), а студенты получали те же права и привилегии, что в Саламанке и Болонье. Однако фактически университет стал функционировать с 1508 года, а устав был принят ещё позднее. В целом, ко времени правления Изабеллы Кастильской и Фердинанда Арагонского, доля королевских чиновников высшего звена с университетскими степенями достигла 11,7 %.

### Университетские колледжи

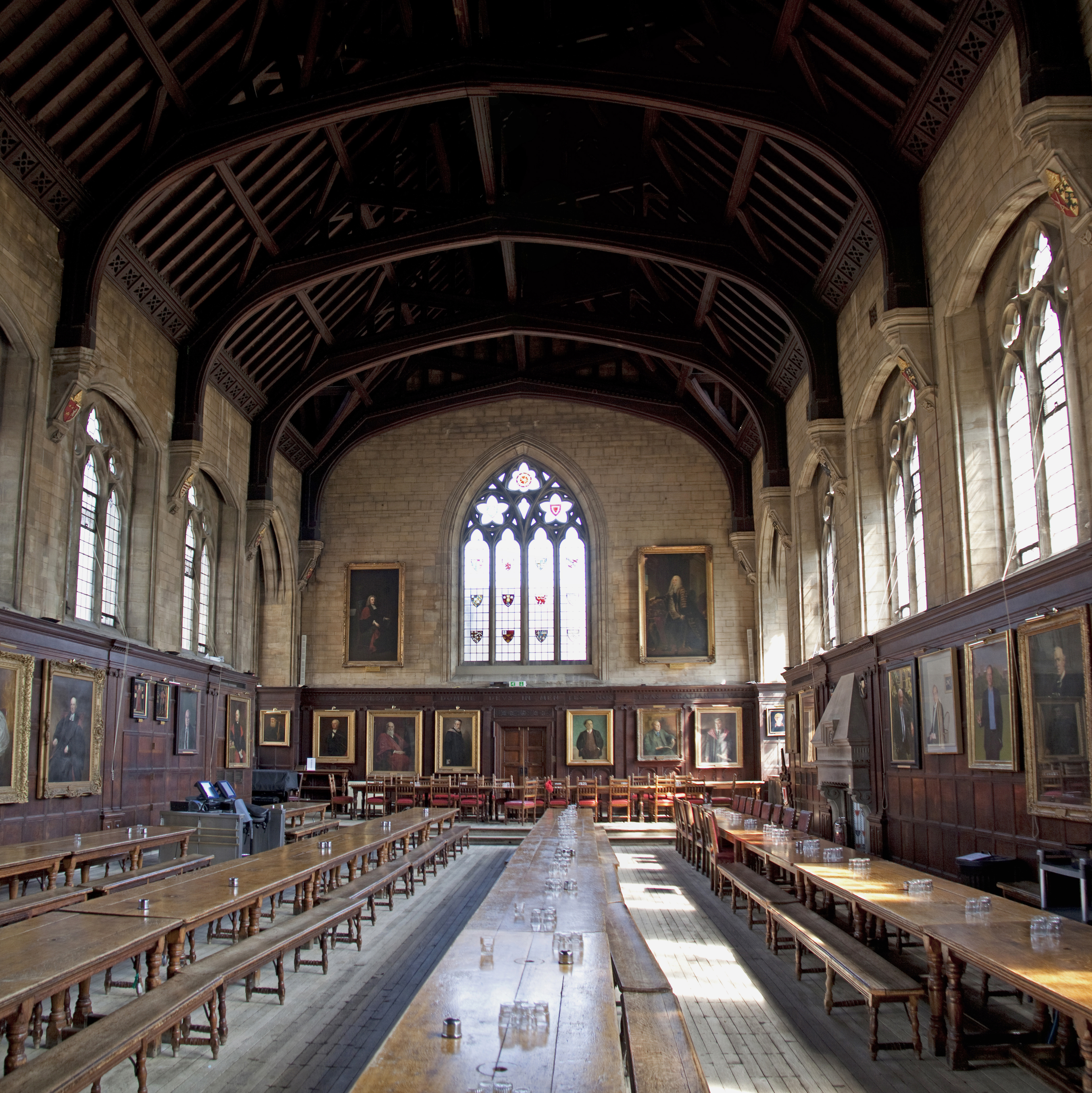
Зал Бэллиольского колледжа, Оксфорд. Фото 2011 года

Колледжи — специфическая форма самоорганизации университетской корпорации, возникшая относительно рано. Объединившиеся в колледжи учёные пользовались бесплатным питанием и жильём, получали пособие на одежду и текущие расходы. Форма колледжа предусматривала, что магистры будут постоянно осуществлять контроль над студентами, в том числе в неучебное время. Студенты колледжей избирались либо по их доходам, либо способностям и составляли, по определению Райнера Швингеса, «самое привилегированное и защищённое» из меньшинств университетской Европы. Собственно, термин collegium вошёл в употребление в XIII веке как обозначение места, в котором учёные и студиозусы жили и работали сообща (domus scholarium). Один из первых колледжей — Сорбоннский — был основан в Париже в 1257 году Робером де Сорбоном, капелланом короля Людовика Святого. Инновацией стало то, что колледж являлся полностью автономным учреждением с собственными зданиями и прочей собственностью, на доходы от которой он содержался; предназначался он для студентов-мирян богословского факультета. Члены колледжей пользовались обычными университетскими привилегиями, например, беспошлинным приобретением хлеба, мяса, пива и вина, а также правами на определённые виды экономической деятельности. Численность студентов и преподавателей определялась уровнем доходов и размерами пожертвований (учредители стремились заручиться покровительством высоких особ). Жизнь в колледжах определялась их уставами: студенты посещали базовые занятия в университете, а затем занимались повторением пройденного. В эпоху Позднего Средневековья подавляющее большинство студентов теологических и артистических факультетов в крупнейших европейских университетах были распределены по колледжам. Парижский, Оксфордский и Кембриджский университеты полностью превратились в конгломерат колледжей; факультеты превратились только в высшие органы аттестации, которые проводили диспуты и присуждали степени. С правовой точки зрения колледжи мало отличались от факультетов и наций: имели свои привилегии и внутреннее самоуправление. Студенты избирали своего главу (который мог именоваться деканом или директором), который подчинялся руководству университета — ректору, канцлеру или епископу. Иногда в колледж мог назначаться инспектор, и только Оксфорд и Кембридж сохранили высокую степень автономии для колледжей.

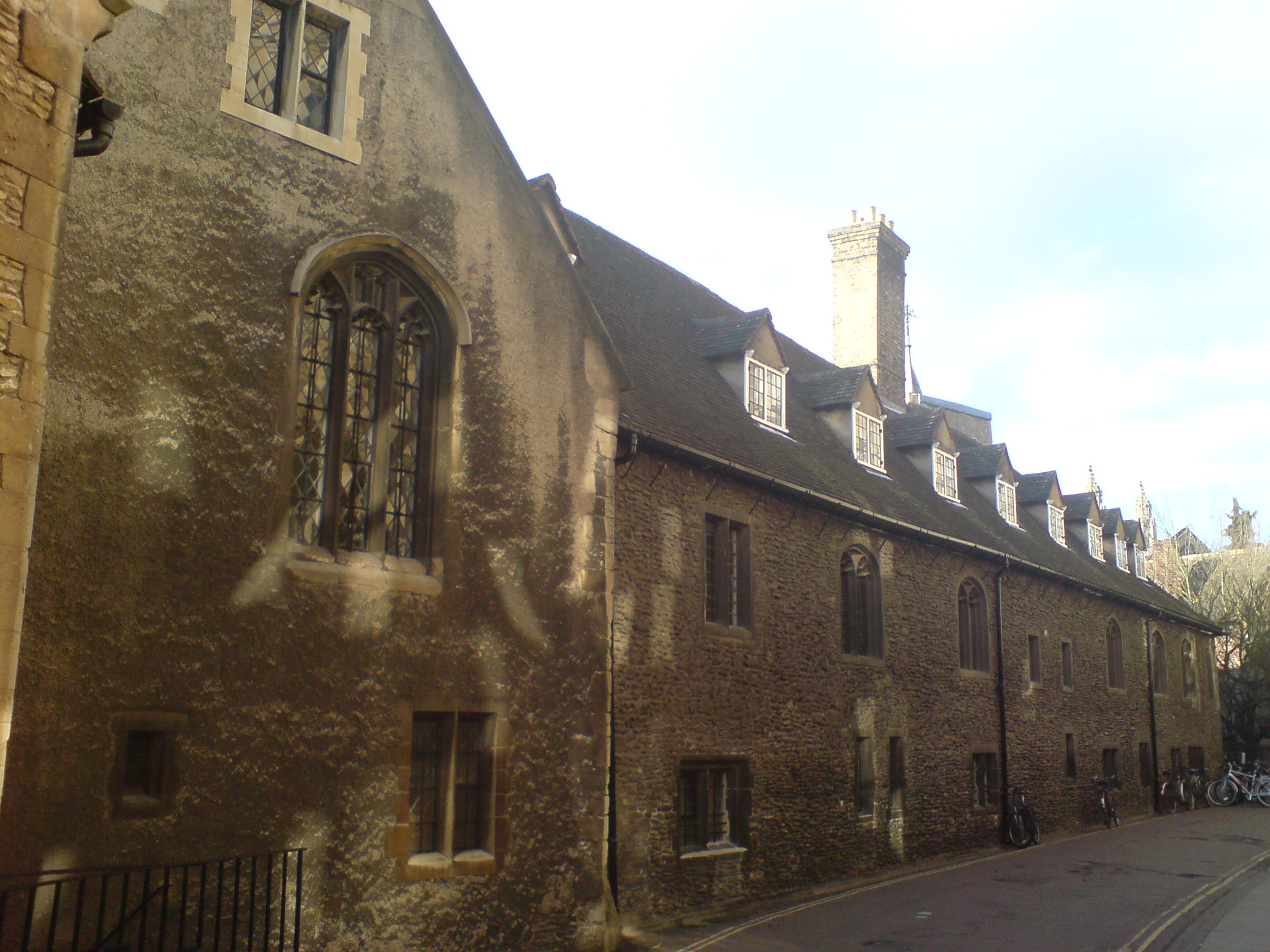
Историческое здание Колледжа Корпус-Кристи в Кембридже, восходящее к 1356 году

К 1300 году в Парижском университете было уже 19 колледжей, помимо Сорбоннского. В Оксфорде к тому же времени было 6 колледжей, включая старейший Бэллиольский (основан между 1261—1266 годами) и Университетский (основанный около 1280 года). Кембриджский Peterhouse был основан в 1284 году. Первоначально они объединяли членов духовных орденов, которые впервые стали основывать колледжи за пределами университетов. Знаменитыми бенедиктинскими коллежами в Париже были Клюни и Сен-Дени, основанные в 1260—1263 годах; в Оксфорде около 1283 года этот орден основал Глостерский колледж. В Провансе колледжи были только в Монпелье и Тулузе, зато к 1400 году было основано 15 новых заведений, из которых в одной Тулузе располагалось восемь. В Италии было 11 колледжей, преимущественно, в Болонье и Падуе. К тому времени в Париже было вновь основано 37 колледжей, в Оксфорде — 5, в Кембридже — 7, и, по крайней мере, восемь в Священной Римской империи. Преимущественно, они располагались в Праге, Каролинская коллегия была основана в 1366 году; в ней обучались только магистры. На протяжении XV века во Франции было основано 36 новых коллежей (в Париже — 12), в Англии — 9, в Шотландии и Польше — по три, в Италии — 8, в Священной Римской империи (включая Нидерланды) — 27. Основателями этих заведений могли быть как коронованные особы, так и выдающиеся учёные. Причины основания колледжей могли быть самыми разнообразными, однако чаще всего были религиозными — так называемое donatio pro anima («пожертвование для души»), когда члены колледжа обязаны были постоянно молиться за спасение души донатора и его семьи. Знатные семьи основывали колледжи для карьерного продвижения своих членов, и при поступления в такие заведения предпочтение отдавалось родственникам, друзьям и знакомым семейства основателя, затем шли земляки или представители той же епархии. Так, оксфордский Новый колледж принимал только клириков епархии Винчестера, а в Париже существовали коллежи Немецкий, Ломбардский, и другие. Кембриджский Пемброк-колледж был основан француженкой — вдовой Эмер де Валенса, 2-го графа Пембрука, и отдавал предпочтением французам. Испанская коллегия в Болонье по уставу принимала в первую очередь кастильцев, далее арагонцев, далее португальцев и лишь в последнюю очередь итальянцев.
Перечисленное не означало, что студенты колледжей были социально однородной группой или закрытой элитарной группой. Личный статус студентов определялся также успеваемостью, принадлежностью к факультету, нации и кругу изучаемых предметов. Большинство колледжей предназначались для надзора над совсем молодыми школярами — вновь поступившими студентами артистического факультета. Артистический факультет Лувенского университета был разделён на 4 колледжа, именуемых «педагогиями»; там же имелось ещё 5 колледжей для богословов и правоведов, но это были общежития, занятий там не проводилось. Существовали закрытые колледжи для высших факультетов — юридических, медицинских и богословских, а также колледжи, куда принимали только обладателей степени бакалавра. Артистические колледжи были характерны для Парижа, закрытые — для Англии и, отчасти, Италии и Испании. До XVI века практически не существовало юридических колледжей, в том числе в специализированных университетах — Орлеанском или Болонском. Причина была проста: студенты-юристы и медики, как правило, были богаты, и нуждались в свободе от монастырских или коллегиальных порядков. Вдобавок в университетах Южной Европы финансовую и интеллектуальную помощь оказывали студенческие нации, а не колледжи; студенты-богословы, преимущественно, были представителями духовенства, которых окормляли духовные ордена.

## Учебный процесс в средневековых университетах

### Эволюция тривиума и квадривиума в университетский курс

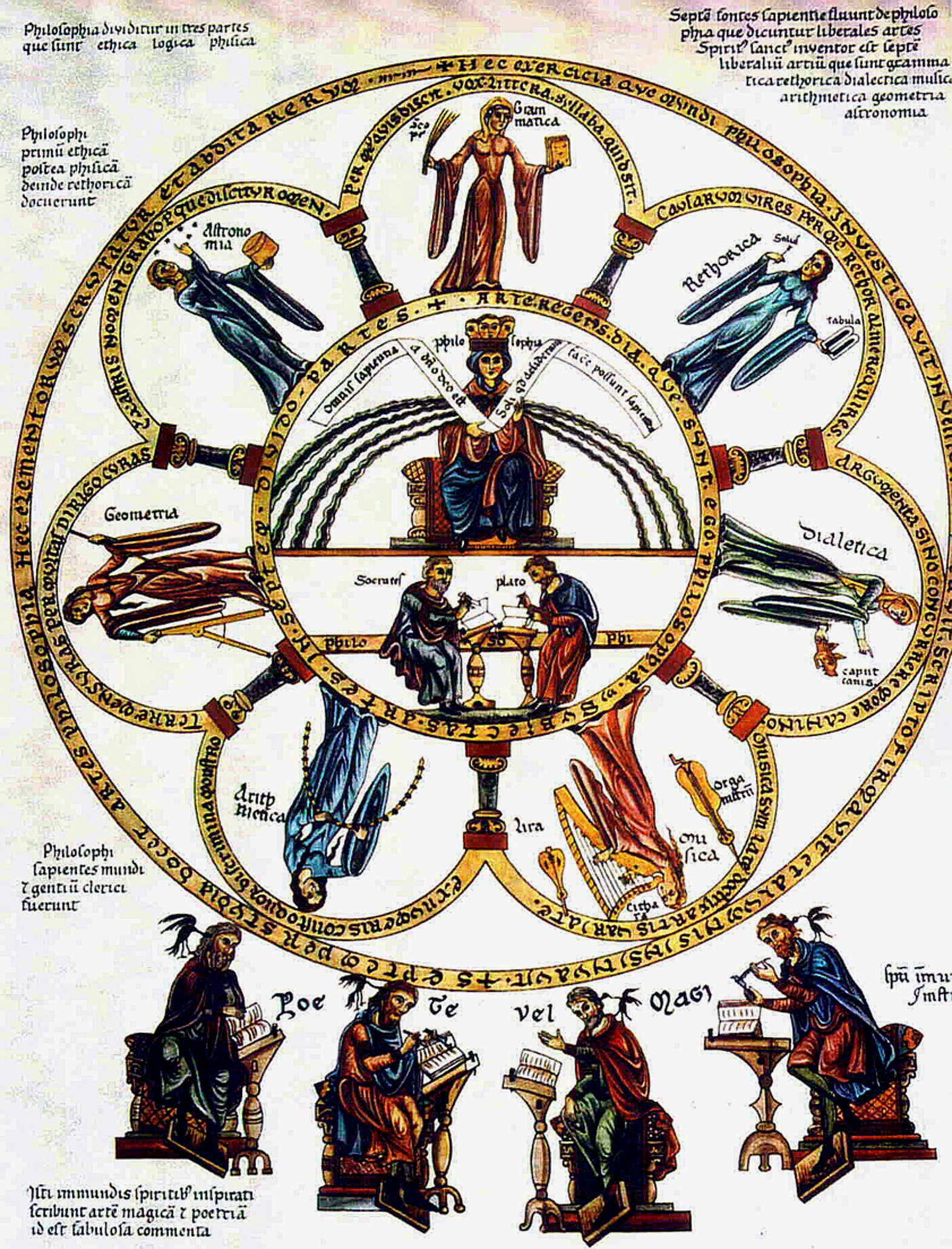
Философия и семь свободных искусств. Миниатюра из книги Геррады Ландсбергской «Hortus Deliciarum» (1167—1185)

По мнению Дэвида Ласкомба, в течение XII века происходила серьёзная ломка системы высшего образования в Европе, особенно философского; это было связано как с институционными переменами, так и переоткрытием Аристотеля и естественных дисциплин в интерпретации арабских и еврейских учёных Раннего Средневековья. Дисциплины античного тривиума сохранились, хотя и в изменённом виде, тогда как квадривиум, по сути, прекратил своё существование. Уже в 1230-е годы в Париже и Оксфорде риторика воспринималась как дополнение к грамматике, тогда как сама грамматика в значительной степени оказалась основана на логике. До первой половины XIII века в Болонье и особенно в Падуе риторика всё ещё доминировала. Объяснялось это спецификой среды, в которой и для которой существовал университет: до середины XIV века Парижский, Оксфордский и Кембриджский университеты были, в первую очередь, теологическими центрами, которые держали монополию на преподавание богословия, которая всемерно поддерживалась папством. Даже Саламанкский университет, управляемый церковью, не имел теологической направленности. Тулузский университет был основан в 1229 году в ознаменование победы на катарской ересью, но в 1335 году папа Бенедикт XII запретил преподавание богословия и присуждения степеней по этой дисциплине. Авиньонский университет, расположенный в папских владениях, получил право иметь богословский факультет только в 1413 году. Чтобы попасть на теологический факультет, требовалось завершить курс свободных искусств (только нищенствующим орденам разрешалось проходить его в собственных школах). Поэтому курс тривиума, читаемый на артистическом факультете в Париже, носил философский характер с преобладанием логики; при этом философия также делилась на три раздела — практический, метафизический и естественный, последний преобладал в Оксфорде. Вдобавок, церковные власти с подозрением относились к языческим античным авторам, читаемым на артистических факультетах. Университеты Италии и Испании специализировались на праве, а медикам в Болонье и Падуе вообще не было необходимости проходить факультет искусств. Поэтому артистические факультеты университетов Южной Европы огромную роль отводили риторике как необходимому юристу предмету, а естественные науки были необходимы медикам гораздо больше, чем грамматика, логика и метафизика.

### Учебные пособия
До конца XIV века корпус текстов, доступный профессорам, магистрам и школярам, ограничивался только латинскими рукописями, независимых греческих и арабских источников было мало. Оставшееся от античности, преимущественно, включало римских классиков, а также энциклопедические своды Поздней Античности (Боэция, Исидора Севильского, и других). На артистических факультетах — как подготовительных и дающих общее знание, — начинали с грамматики, которая представляла формы языка, от которых зависело выражение всех разделов свободных искусств. До XII века базовыми пособиями были Ars minor и Ars major Элия Доната, а также Institutiones grammaticae Присциана. Они оставались востребованными даже после появления стихотворного «Доктринала» Александра из Вильдьё и Graecismus Эберхарда Бетюнского. Грамматики Доната отдельно преподавались в Париже и Оксфорде; Присциан способствовал популярности Вергилия, поскольку подробно разбирал зачин «Энеиды» и приводил классические латинские тексты в целях иллюстрации. Тексты Присциана официально предписывались программами и статутами колледжей Оксфорда ещё в XVI веке. Риторику «терпели», преимущественно, в Италии и Испании, ссылаясь при этом на De doctrina christiana Августина. Риторика воспринималась как вспомогательное средство для юристов и теологов, дающее навыки публичных выступлений и позволяющее вести убедительную проповедь, в том числе миссионерами. Переоткрытие Аристотеля подняло на новый уровень преподавание логики. Основные труды Философа были переведены с греческого языка Иоанном Венецианским приблизительно между 1125—1150 годами; значительно более востребованными стали и переводы, выполненные Боэцием. Парижские схоласты успешно осуществляли синтез логики и грамматики.
Равным образом, в XII веке в Италии (Сицилия, Салерно, Монте-Кассино) и в Испании начался одновременный процесс освоения греческой античной культуры, как в переводе с оригинала, так и в виде арабских переводов с греческого и комментариев на них. Самые ранние переводы «Новой логики», «Физики», «О душе» и IV книги «Метафизики» были выполнены Иоанном Венецианским непосредственно с греческого языка, тогда как «Этику» перевёл Роберт Гроссетест только в XIII веке. Первые переводы «Политики» и «Поэтики» выполнил в 1260—1270-е годы Вильем из Мёрбеке. Артистический факультет Парижа ввёл в свою программу первой половины XIII века «Первоосновы теологии» Прокла, переведённые с арабского перевода Герардом Кремонским. Особенно значительным корпус переводных текстов был на медицинских факультетах, где было известно более 40 текстов, приписываемых традицией Гиппократу и Галену. В переводе на латынь был доступен «Канон врачебной науки» Авиценны (также галеновский по своей направленности), трактат Гали-Аббаса и «Хирургия» Альбуказеса. В XIV веке галеновский корпус пополнился аутентичным текстом De usu partium, непосредственно переведённым с греческого языка, однако основные анатомические трактаты Галена не переводились на латынь вплоть до XVI века. Арабские тексты чрезвычайно ценились за многочисленные конкретные рекомендации; они демонстрировали высокий уровень развития фармакологии. Весьма сложным был вопрос медицинской терминологии, поэтому в Южной Европе создавались арабско-латинские медицинские словари синонимов.

### Учёные степени и академическая карьера

#### Артистический факультет

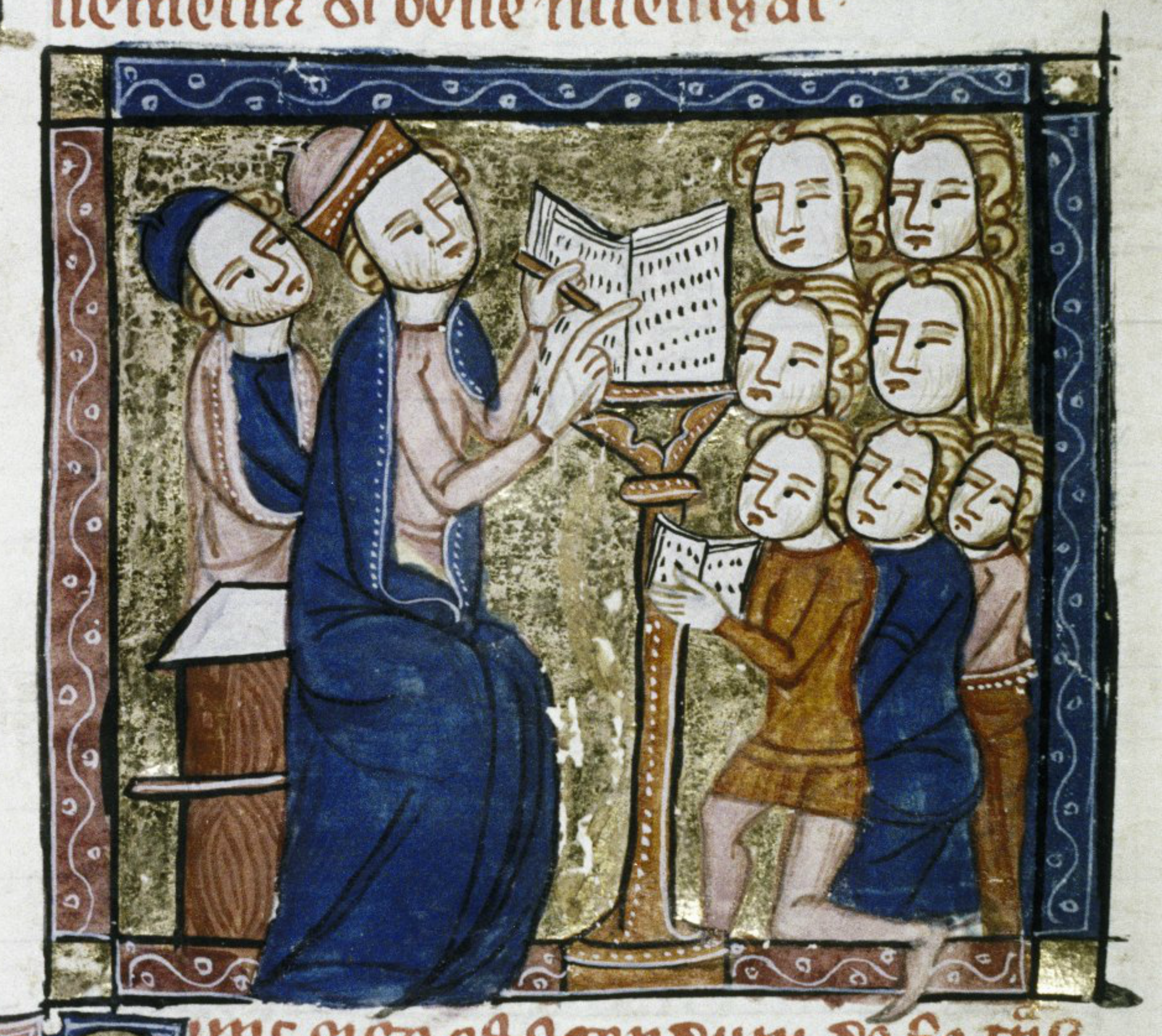
Уильям Ноттингемский разъясняет Писание студентам. Миниатюра Якоба Палмерского из рукописи MS. Laud Misc. 165, fol. 109r. Около 1350 года, Бодлеанская библиотека

Студенты поступали в университет, рассчитывая получить учёную степень, которая давала известные преимущества и привилегии, в частности, право обучать на всей территории Европы. Учение начиналось, обычно, в возрасте 13—14 лет, когда школяр поступал на артистический факультет, который считался приготовительным к высшим дисциплинам. Никаких особых требований к абитуриентам не выдвигалось, однако все студенты должны были обладать навыками чтения, письма и умением изъясняться на латыни — универсальном языке культуры и науки. В Парижском университете ученики записывались к конкретному магистру, тогда как в основанных позднее университетах все поступившие записывались в матрикулы — списки учеников, и соответствующая процедура именовалась «матрикуляцией». Прослушав определённое количество курсов, оговорённых в статутах, студент мог получить степень бакалавра, а затем и магистра искусств. Чаще всего в статутах Парижской семьи говорилось, что магистром искусств мог стать человек не моложе 21 года, проучившийся от 5 до 7 лет. Процедура получения степени бакалавра включала три этапа: во-первых, диспут перед Рождеством; во-вторых, публичные испытания перед собранием магистров; в-третьих, публичный диспут (determinatio) в присутствии наставника будущего бакалавра. Степень магистра искусств получало менее половины студентов, записавшихся на артистический факультет.

#### Теологический факультет
Наиболее длительным бывало обучение на теологическом факультете, которое в XII веке в Париже могло занимать от 12 до 15 лет (до получения степени магистра). За это время студент последовательно приобретал степени «курсора» (бакалавра-репетитора), на который требовалось 2 года, «библикуса» (толкователя Писания), «сентенциария» (допущенного преподавать по «Сентенциям» Петра Ломбардского под руководством наставника), «бакалавра-формати» (который должен был не менее 3 месяцев участвовать в разнообразных диспутах), и, наконец, лиценциата — получившего право преподавания повсюду. Уровень бакалавров теологии пользовался большим престижем, например, Ян Гус — «гордость Пражского университета» — обладал именно этой степенью. Студенты из монашеских орденов могли получить степень по упрощённой схеме, что постоянно приводило к конфликтам. Получение степени магистра теологии предусматривало, во-первых, «вечерний» диспут, проводимый в ночь перед магистерскими промоциями; во-вторых — aulica, то есть диспут, проводимый перед лицом епископа наутро после получения магистерских инсигний; в-третьих, — resumptio: представление магистра его новым ученикам в первый учебный день, в который вновь разбирали один из вопросов магистерского диспута. Магистр теологии — высшая степень — не мог быть моложе 35 лет.
Вплоть до начала XIII века парижские власти запрещали изучение натуральной философии Аристотеля и его арабских комментаторов. В постановлении легата Робера де Курсона 1215 года прямо сказано:

Никто не должен учить по книгам Аристотеля, «Метафизике» и по философии природы или читать суммы по этим книгам. Никто не учит по книгам, содержащим доктрины Давида Динэ, еретика Амальрика или Маврикия Испанского.
В послании папы Григория IX от 1228 года также содержалось воспрещение изучать натуральную философию Аристотеля, а богословы обвинялись в том, что они «совершают прелюбодеяние с философией», которая должна быть «послушной служанкой теологии». Поэтому магистрам теологии предписывалось преподавать богословие без примеси мирских наук.
1348 год стал поворотным в развитии университетского богословского образования: закончилась монополия Парижа и Оксфорда, поскольку во вновь открытом Пражском университете также был предусмотрен теологический факультет, созданный на основе процветавших в городе школ нищенствующих орденов. В 1360-х годах существовавшим в Пизе, Перудже, Болонье и Падуе богословским школам был дан статус факультетов. Фактически положение этих заведений не изменилось: по матрикулам, в 1364—1500 годах в Болонье было присуждено 447 степеней магистра богословия, причём только 24 их обладателя были мирянами, прочие — клириками и монахами. В 1366 году в новом статуте Парижского университета было воспрещено изучение логических и философских вопросов, выходящих за пределы рассмотренных в «Сентенциях» Петра Ломбардского; в 1389 году это положение было повторено в статусе Тулузского университета. В 1402 году Жан Жерсон обнародовал проект реформы теологического факультета Contra curiositatem studentium, в котором критиковал Дунса Скотта и его последователей, и утверждая, что философские вопросы обсуждаются на артистическом факультете, запрещал касаться им сугубо богословских проблем. В XV веке продолжение спора реалистов (последователей Альберта Великого и Фомы Аквинского) и номиналистов (последователей Оккама, Жана Буридана и Марсилия Ингенского) приводило к расколам: так, в Падуе было две кафедры богословия — томистская (замещаемая магистрами-доминиканцами) и скоттистская, замещаемая францисканцами. В Праге одной из причин раскола 1409 года и сецессии, приведшей к созданию Лейпцигского университета, был исход номиналистов. В результате, только в 1452 году ректор Гейдельбергского университета дозволил свободное следование реализму и номинализму, и к 1455 году произошёл раскол теологического факультета на два. Наконец, в конфликт вмешалась светская власть: в 1474 году король Людовик XI запретил преподавание номинализма в Париже, и рекомендовал учение Аристотеля и Аверроэса, Альберта Великого, Фомы Аквинского, Дунса Скотта, Св. Бонавентуры, и других. От этого времени раскол стал преодолеваться в остальных богословских центрах. Наконец, в германских доминиканских монастырях «Сентенции» были заменены на «Сумму теологии», что знаменовало решительный поворот католического богословия к томизму.

#### Юридический факультет
Обучающиеся каноническому праву по «Декреталиям» могли получить степень бакалавра после обучения, которое должно было длиться не менее 48 месяцев в течение шести лет, и ещё не менее 40 месяцев до получения звания лиценциата. Гражданское право изучалось по Кодексу Юстиниана, причём элементарное обучение длилось не менее 5 лет, на шестой год студента допускали на утренние лекции по Corpus iuris civilis, а на степень бакалавра можно было претендовать после 7—8 лет обучения. В Италии предусматривалась также степень «лауреата», для получения которой нужно было пройти испытания по какому-либо разделу Кодекса сначала in camera — перед одним доктором права, а затем rigorosum, — перед всеми докторами права университета и архидиаконом. Докторскую степень можно было получить отдельно по каноническому и гражданскому праву, но можно было претендовать на степень доктора обоих прав.

#### Медицинский факультет

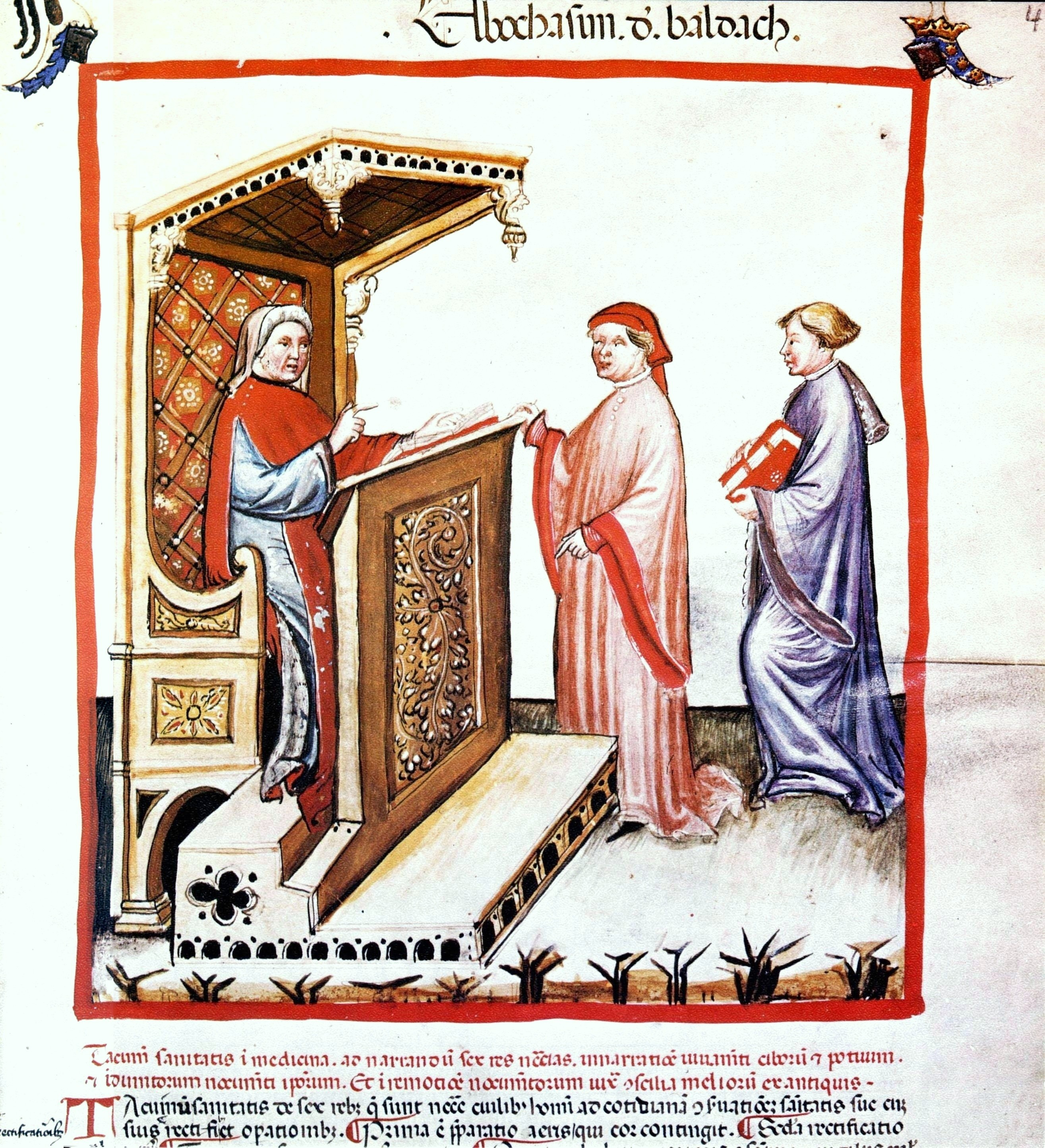
Ибн Бутлан наставляет учеников. Миниатюра из рукописи «Tacuinum sanitatis» (Codex Vindobonesis, folio 4r, около 1390 года)

Судя по сохранившимся материалам, на медицинских факультетах Болоньи и Монпелье лекции не были выстроены по принципу от более простого к более сложному, а студентам читали сумму из Галена, выдержки из Гиппократа и избранные книги «Канона» Авиценны, посвящённые физиологии, теории болезни и принципов лечения, а также о лихорадках. Сопоставление документов и библиотечных списков Болоньи со статутом 1405 года, показывает, что большинство изучаемых текстов было представлено примерно с рубежа XIII—XIV веков. По парижским статутам, получить степень бакалавра медицины мог человек, проучившийся 34 месяца, если предварительно обладал степенью магистра искусств, или 48 месяцев, если таковой не имел. Студент-медик также проходил двойные испытания: перед единственным профессором и общий — в присутствии всех докторов факультета. Степень лиценциата медицины присуждалась раз в два года, и для её получения бакалавр был обязан пройти четыре теоретических и практических курса медицины, и защитить два тезиса, а также сдать испытания по анатомированию. В Болонье анатомирование было введено между 1264—1275 годами (по другим данным, в 1316 году), и в статуте университета от 1405 года говорилось следующее:

Так как анатомирование привлекает внимание и увеличивает прилежание и полезность занятий учеников, а из-за разыскивания и добывания трупов обычно случаются ссоры и распри, было вынесено решение: пусть ни один доктор, студент или кто-либо другой не осмеливается и не отваживается приобретать для себя какое-либо мёртвое тело для вскрытия, если только он не получил разрешения ректора и не делает этого по долгу службы. Ректор при выдаче разрешения докторам и студентам требует и настаивает, чтобы соблюдались порядок и достоинство после того, когда упомянутое разрешение будет получено. Пусть не более двадцати человек присутствуют при анатомировании мужского трупа и не более тридцати посещают анатомирование женского трупа. Никто не может посетить урок анатомии, если он не был студентом медицины в течение полных двух лет и не находится на третьем году обучения…
Анатомирование в Париже было введено в 1401 году, и стало обязательной частью curriculum в 1494-м. Проводилось оно и в Монпелье. Присуждение докторской степени по медицине всегда сопровождалось публичной лекцией, а также особым диспутом, всегда сопровождавшимся угощением от диспутанта своим старшим коллегам.
Представление о том, что средневековая медицина являлась сугубо теоретической дисциплиной, нуждается в пересмотре. Статус хирургов-практиков отличался в разных местах и корпорациях: в Париже из-за конкуренции цеха цирюльников и дискриминации со стороны корпорации медиков-терапевтов, хирурги были изгнаны из университета. Придворный медик Анри де Мондевиль, автор «Хирургии», учился в Монпелье и преподавал в Париже, но не на медицинском факультете, и его трактат переполнен саркастическими выпадами против невежественных терапевтов. В своих лекциях он использовал теологическую риторику, стремясь поднять статус своей дисциплины: первым хирургом был Бог, что следует из сотворения Евы из ребра Адама (Быт. 2:21-22), и того, что Иисус Христос приготовил брение из праха земного, и помазал им глаза слепорождённого (Ин. 9:1-38). Автор самого знаменитого латинского хирургического трактата Ги де Шолиак, напротив, доказывал, что хирургия, наравне с диетологией и ятрохимией составляет три раздела медицины и подпадает под Галеново определение терапии. Свой трактат он посвятил медицинским корпорациям Парижа, Монпелье и Болоньи.

### Учебный год. Принципы преподавания
Чётко обозначенного учебного года в средневековых университетах не было. В Болонье начало занятий было приурочено к дню Св. Луки (18 октября), а курсы завершались между серединой августа и первой неделей сентября. В Парижском университете занятия начинались в день Воздвижения Креста Господня (14 сентября), но фактически были приурочены к дню Св. Ремигия (1 октября), а циклы ординарных и экстраординарных лекций диктовались датой Пасхи. Официальных вакаций не существовало, но обычно в Париже академическая активность снижалась с конца июля до середины сентября.
Несмотря на огромное разнообразие уставов, принципы преподавания были схожими. По утрам — от первого часа (то есть от шести утра по современному времяисчислению) читались ординарные («курсорные») лекции, когда профессор или магистр зачитывал вслух текст изучаемой на данном факультете и году обучения книги, выделял основную проблему и разбивал её на вопросы. На лекциях по праву профессор кратко излагал содержание главы, делил текст на глоссы, и рассматривал конкретные вопросы. На послеполуденных — экстраординарных — лекциях, другие преподаватели (ими могли быть бакалавры) растолковывали утреннюю лекцию или разбирали специальные вопросы. Важнейшим навыком студента считалось умение выделять проблемы и вести полемику. Ординарные диспуты (solemnis) проводились еженедельно, а диспуты «о чём угодно» (quodlibet) были популярным событием, привлекавшем публику; проводились они во время Рождественского или Великого постов. Диспуты организовывались по кодексу чести, напоминающем рыцарский турнир: магистр-судья выбирал тему и лично открывал дискуссию, далее участники высказывались в соответствии со старшинством. Публика становилась на сторону «оппонентов» и «респондентов». После завершения диспута, его результаты и победители оглашались в начале следующего дня, перед занятиями. На артистических факультетах диспуты обыкновенно устраивались на темы логики, хотя бывали и дискуссии на остро актуальные темы, например, процесса над тамплиерами в 1311—1313 годах. В XIV веке бакалавры-теологи, претендующие на степень магистра, должны были непременно пройти кводлибет перед своими однокашниками, от вопросов которых не имели права уклоняться. Отвечать по заранее сделанным записям воспрещалось.
Академического дресс-кода как такового в Средневековье не существовало. В постановлении легата Робера де Курсона «о студентах и магистрах парижских школ» 1215 года говорилось:

Никто из магистров, обучающих свободным искусствам, не должен иметь больше одной мантии чёрного цвета и спускающейся до пят. Употребление паллия разрешается. Никто не может носить под мантией туфли с отделкой или удлиненными носками (Sotulares nоn habeat sub capa rotunda laqueatos nonquam liripipiatos).
В знак своего высокого положения ректор и магистры могли использовать мех горностая для отделки своих зимних парадных одеяний. В некоторых университетах отличительным знаком магистров были береты или круглые шляпы. Колледжи Оксфорда рано ввели отличительные цвета: например, Куинз-колледж предписывал своим членам алые мантии в память о страстях Христовых. Наваррский коллеж в Париже предписывал чёрный цвет, а Коллеж Бове — синий или фиолетовый. В Коллеже Монтагю для бедных студентов плащи были серые, цвета некрашеной шерсти.

### Плата за обучение
В Средневековье велись теологические дискуссии относительно платы за обучение: знание считалось даром Божьим, и вознаграждение за обучение осуждалось. По мере распространения светского образования, возникло мнение, что если ученик предложил вознаграждение добровольно, оно допустимо. В общем случае вознаграждение было пропорционально доходу ученика и статусу учителя. Наконец, в Зрелом Средневековье окончательно были разделены понятия «платы за добро» и «оплаты труда». Специалисты по каноническому праву пришли к согласию, что учитель вправе требовать плату за потраченный труд и время, но не за знание и истину. В XII веке профессора Парижа, Оксфорда и Болоньи непосредственно собирали плату с записавшихся к ним студентов. В Италии профессор и студенты заключали контракт (condotta). По мере развития университетов, профессора и магистры занимали постоянные должности, оплачиваемые университетом или городской коммуной. В указе 1364 года об основании Краковского университета, это описывалось так:

Кроме того, мы учреждаем постоянное жалование для тех, кто замещает места учителей, а именно: место учителя декретов обеспечивается суммой в 40 серебряных марок в год; место по декреталиям обеспечивается так же, место для того, кто читает по «Шестой книге» и Климентине, — 20 марок. Далее мы обеспечиваем читающего по Кодексу законов 40 марками. Читающий по книге, называемой Infortiatum, получает столько же. И читающий по книге, называемой Volumen, получает 20 марок. Подобным же образом на следующий год согласно обычаю юридических школ мы обеспечиваем чтеца «Дигест», vetus et novum 40 марками каждого. Для двух магистров, читающих лекции по «Физике», мы назначаем жалованье по 20 марок каждому ежегодно. И кроме того, магистру искусств мы назначаем школу Блаженной Девы и добавляем 10 марок дохода. И мы обеспечиваем ректора университета за его труды жалованьем в 10 марок, поскольку такой обычай существует в других школах. Жалованье, которое мы назначаем, должно выплачиваться с наших соляных копей в Величке (Wielichka) так, чтобы наш управляющий соляными копями один раз в три месяца выдавал его в Кракове докторам и магистрам, которые читают лекции за упомянутое вознаграждение.
В общем, оплата профессуры и магистров зависела от благосостояния корпорации и местности, где она располагалась. В XV веке в университете Падуи половина магистров зарабатывала менее 50 флоринов в год, что примерно равнялось жалованью неквалифицированного рабочего. В первой половине того же века в Лувене жалованье профессора колебалось (в зависимости от факультета) в размере от 150 до 200 флоринов в год. Финансовая поддержка от влиятельных феодалов или городских коммун, как правило, рассматривалась как утрата академических свобод, и то, что права патрона будут ставиться выше церковных законов. В свою очередь, студенты официально делились на богатых (solventes) и бедных (pauperes), то есть не способных содержать себя. По парижским матрикулам 1425—1494 годов число бедных студентов в среднем составляло 18 %; в Вене между 1377—1411 годами — даже 25 %; и в Лейпциге — 19 % (1409—1430). По лейпцигскому статуту 1471 года бедным признавался студент, если его состояние было менее 10 флоринов, а в Праге и Гейдельберге — менее 12 флоринов. Однако университетская среда поддерживала принцип общедоступности и бедных студентов не отчисляли, они могли пользоваться благотворительностью, в том числе сотоварищей по колледжу, землячеству или факультету. Отсюда появилось понятие alma mater, которое могло рассматриваться в самом буквальном смысле. Даже многочисленные враги Эразма Роттердамского никогда не попрекали его незаконностью происхождения или окончанием колледжа для бедных. Равным образом, ничто не могло отменить раз произнесённой корпоративной клятвы.

### Университетские здания

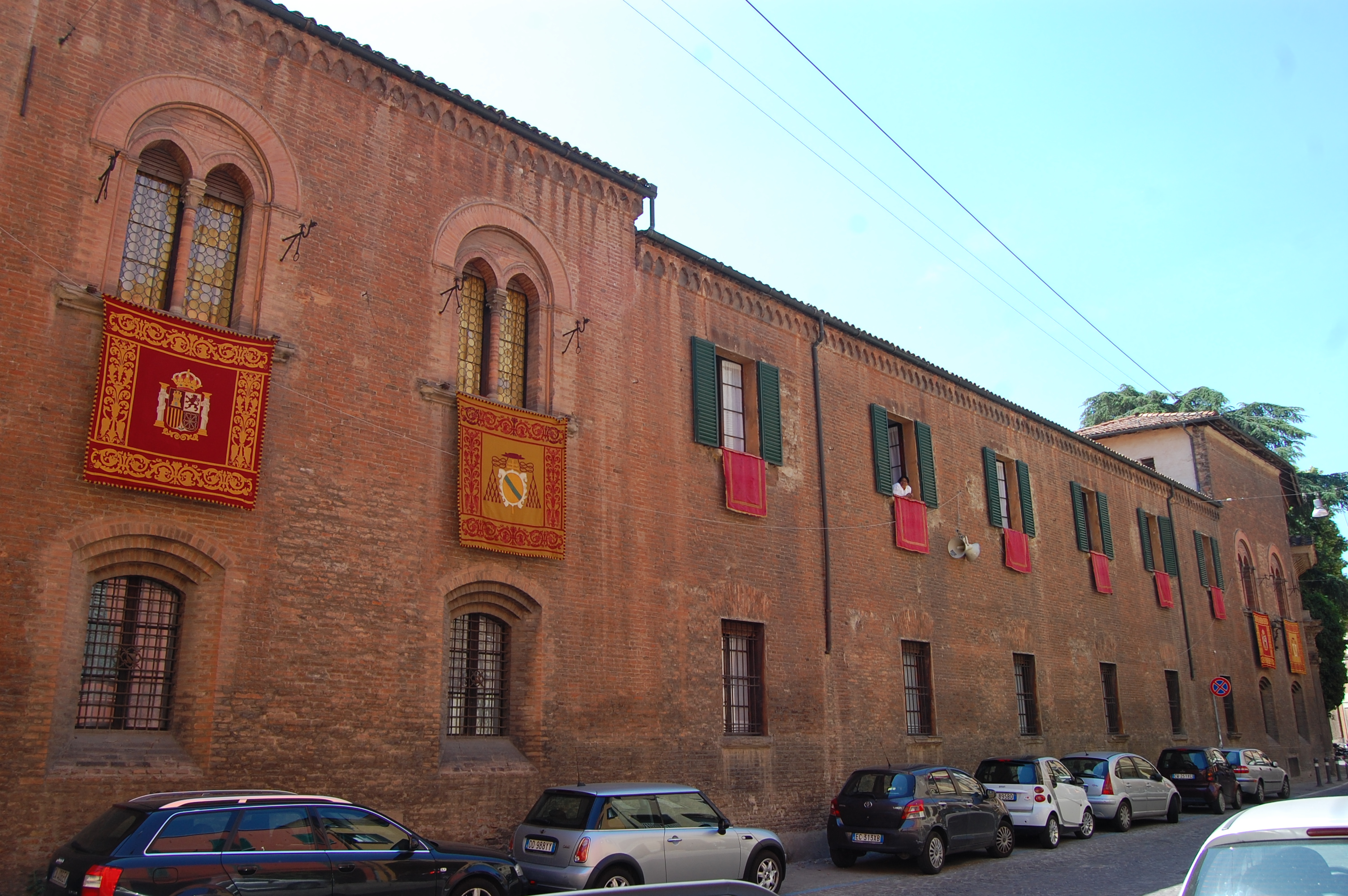
Здание Испанской коллегии Болонского университета. Фото 2012 года

Университеты были достаточно аморфной структурой вплоть до наступления Позднего Средневековья. Парижский и Болонский университеты после основания не имели ни одной постройки: занятия проводились на дому у магистров, профессора читали лекции и проводили диспуты в церквах и монастырях. Так, в Париже лекции теологического факультета проходили в церкви Сен-Северин, а артистического — в церкви Св. Косьмы и Дамиана. Генеральная конгрегация университета собиралась в цистерцианском аббатстве. В Болонье ультрамонтанские факультеты использовали для собраний церковь Св. Прокла в бенедиктинском аббатстве, студенты слушали лекции в церкви францисканцев, а юристы собирались в сакристии доминиканцев.
Теологический факультет и нации в Париже стали арендовать недвижимость для своих нужд в XIV веке, и лишь в XV столетии университет стал приобретать собственную недвижимость. Лекционные залы разместились на улице Фуарре, и вместе с коллежами, съёмным жильём преподавателей и студентов, и церквами на левом берегу Сены возник Латинский квартал. Колледжи стали обзаводиться собственными зданиями по мере роста артистических факультетов, причём раньше всего они появились в Оксфорде (с 1320 года), а позже всех в Италии: самая первая Испанская коллегия была построена в Болонье в 1365—1367 годах, и только после 1420-х годов стали появляться и другие подобные заведения, именуемые domus sapientiae (дом мудрости) или sapienza (училище). Постепенно они превратились в комплекс аудиторий, дортуаров, квартир администрации, архива, и проч. Сформировался тип Palazzo della Sapienza. В немецких университетах администрация заботилась о жилых помещениях для членов корпорации, тогда как занятия и диспуты по-прежнему проводились в церквах. По статуту Гейдельбергского университета, ректор с деканом и магистром артистического факультета и педель в сопровождении двух рабочих ежегодно обходили университетские помещения, определяя необходимый объём работ, оплачиваемый из университетской казны. Примерно такие же порядки были заведены в Неаполитанском университете: в комиссию по оценке жилых помещений входили два гражданина города Неаполя и два школяра.

### Университетские библиотеки
Сведения о средневековых университетских библиотеках относительно скудны. Документально зафиксированные данные о формировании доступных студентам книжных собраний относятся к возникновению колледжей. Первый книжный список Сорбонны был составлен в 1290 году. Библиотека Колледжа Мертона в Оксфорде была основана в 1264 году. Курфюрст Людвиг III завещал Гейдельбергскому университету своё книжное собрание, которое было размещено в 1432 году; по этому поводу был даже издан отдельный статут. Университетская библиотека в Праге начала формироваться довольно рано, однако только в 1460 году была введена отдельная должность библиотекаря. Судя по записям в сохранившемся каталоге, между 1453—1463 годах библиотека располагала 669 книгами, что составляет примерно 85 % от числа книг, приобретённых начиная от 1438 года; в среднем библиотека пополнялась 32 томами в год. По сведениям Франтишека Шмахеля, объём фондов крупнейших университетских библиотек XIV—XV веков был следующим:
| Университет                 | Колледж                              | Год  | Число томов |
| --------------------------- | ------------------------------------ | ---- | ----------- |
| Оксфордский университет     | Merton College, Oxford               | 1372 | 500         |
| Оксфордский университет     | Magdalen College                     | 1380 | 800         |
| Оксфордский университет     | All Souls College                    | 1440 | 400         |
| Кембриджский университет    | Peterhouse                           | 1418 | 380         |
| Кембриджский университет    | Peterhouse                           | 1481 | 439         |
| Парижский университет       | Collège de Sorbonne                  | 1338 | 1720        |
| Парижский университет       | Collège de Navarre                   | 1500 | 800         |
| Тулузский университет       | Collège de Foix                      | 1465 | 350         |
| Эрфуртский университет      | Collegium Amplonianum                | 1412 | 635         |
| Гейдельбергский университет | Университетская библиотека           | 1396 | 376         |
| Гейдельбергский университет | Университетская библиотека           | 1432 | 874         |
| Гейдельбергский университет | Университетская библиотека           | 1466 | 841         |
| Университет Ингольштадта    | Библиотека артистического факультета | 1492 | 231         |

Поскольку рукописные книги представляли собой большую материальную ценность, они рассматривались как прочее имущество университета, наряду, например, с ректорскими инсигниями (в Гейдельберге). Статуты французских коллежей, таких как Наваррский, Бове или Форте, включали детальные распоряжения о пользовании книгами. Книги обычно хранились в сундуках и на руки выдавались лишь на определённый срок под залог.

### Peregrinatio academica
Вплоть до конца XVIII века органической частью академического сообщества Европы было peregrinatio academica (академическое странствие) — перемещение студентов и преподавателей по ведущим университетам, с целью получения и обмена опытом. Важное место в этом процессе занимал iter italicum, который сильно привлекал студентов рейнских земель и Нидерландов, даже после основания национальных Кёльнского (1388) и Лувенского университетов (1425). Peregrinatio academica в Италию для жителей стран Северной Европы при тогдашних средствах сообщения само по себе было путешествием, которое редко было возможно совершить в одиночку. Студенты-голландцы традиционно причислялись к германской «нации». Число студентов (не конкретизируя университеты и города), выглядит следующим образом:
| Годы      | Число визитёров |
| --------- | --------------- |
| 1426—1435 | 44              |
| 1436—1445 | 39              |
| 1446—1455 | 46              |
| 1456—1465 | 58              |
| 1467—1475 | 99              |
| 1476—1485 | 57              |
| 1486—1495 | 51              |

Колебания численности хорошо коррелируют с политическими невзгодами как в государствах Италии, так и на территориях Северных и Южных Нидерландов. Следует учитывать, что подавляющее большинство голландских студентов ездило в Кёльн, и только в 1490-е годы Лувенский университет стал больше его по размерам. В итальянские университеты могли себе позволить отправиться не более 4—5 человек в год. Данные матрикулов позволяют судить, что мобильность в XV веке вообще была высокой: примерно 20—25 % всех студентов государств Священной Римской империи обучалось более чем в одном университете. Примерно две трети студентов из Нидерландов, посетивших Италию, прежде обучались в Кёльне и Лувене. Это справедливо и для других направлений академической миграции: 78 % голландцев — студентов юридического факультета в Орлеане, также обучались именно в этих двух университетах.
Изначально академические паломничества определялись невозможностью получения высшего образования у себя на родине. По мере роста числа университетов в XV веке, правительства стали принимать протекционистские меры, чтобы капиталы не утекали из университетских городов; стали появляться и указы, запрещающие студентам определённого университета обучаться в других местах. Впервые такие меры были приняты в 1224 году в Неаполе, но они сильно опередили своё время и не привели к развитию университета. Протекционистские указы выпускались миланскими герцогами в пользу Павийского университета в 1361, 1392, и 1412 годах, а в Падуе такие меры предпринимались в 1407 и 1468 годах. Власти Экс-ан-Прованса запретительными мерами пытались принуждать своих подданных получать степени только в местном университете. Датские студенты по указу 1498 года, повторённом в 1522-м, имели право выезда за границу, но с условием, что предварительно провели в Копенгагенском университете не менее двух лет. По мере аристократизации университетской среды на рубеже XV—XVI веков, академические странствия становились привилегией немногих представителей элиты, тогда как бедные студенты стремились в близлежащие центры (в Германии — Кёльн, Лейпциг, Вена), в которых могли рассчитывать на стипендии и иные благотворительные меры. Иногда неимущие студенты могли пристроиться в свиту более успешных и обеспеченных коллег, что стало обычным делом позднее — в эпоху Гран-туров.

## Средневековое студенчество и городская среда

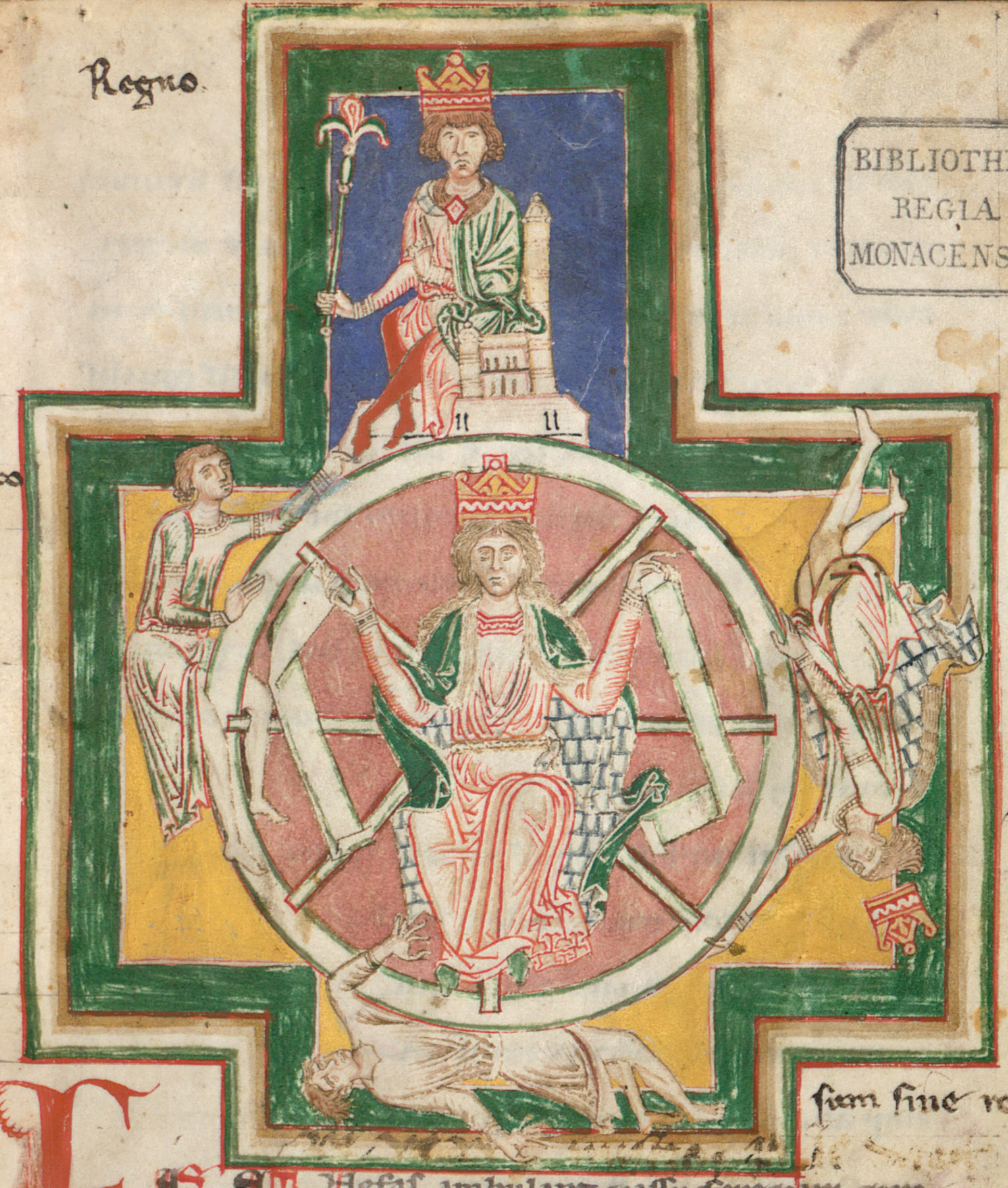
Колесо Фортуны. Миниатюра на первом листе рукописи «Carmina Burana»

### Общие принципы взаимодействия
Университеты были сугубо городскими корпорациями, деятельность которых носила специфический характер. Одним из элементов этой специфики был высокий уровень потребления и расходов (в том числе из-за затратности процедур получения степеней). В сохранившихся письмовниках много формул просьбы о высылке денег; генетически с этим связаны «попрошайные песни» вагантов. В грамоте об основании Краковского университета имеется следующий пассаж:

…Для упомянутых студентов назначаем ростовщика или еврея, живущего в Кракове, которые имеют достаточно денег, чтобы ссудить ими под хороший залог студентов, попавших в трудные обстоятельства. И чтобы за свои услуги они требовали не больше гроша за одну гривну в месяц.
В некоторых университетах «нациям» подчинялись университетские «посыльные» — надёжные купцы, обеспечивающие переписку школяров с родителями и денежные переводы. Посыльные, как и представители цеха пергаментщиков, а также переписчиков рукописей и переплётчиков, были гражданами университета, а не города, где он располагался. Университетское гражданство давало многочисленные привилегии, подтверждаемые церковными и светскими властями: подсудность только церковному суду, освобождение от повинностей и многочисленные гарантии прав и сохранности имущества. Университетская среда создала и культивировала понятие «благородства по духу», превосходящего благородство по рождению — дворянство. Достаточно часто встречается тезис, что рыцарство хранит христианский мир от внешних — видимых — противников, тогда как учёные поддерживают целостность глубинных устоев мира, законов божественных и человеческих. Отсюда проистекали непомерные амбиции профессуры и студентов, ощущавших двойное давление — от несоответствия самооценки и реального социального положения и окружающего мира от собственных представлений о его законах.
Университетская корпорация была специфически мужской холостяцкой средой, тесно связанной с церковным клиром. Поэтому отношение к женщинам было двояким. Школярская литература резко противостояла куртуазности рыцарской придворной культуры, изобиловала «похабщиной» (термин П. Ю. Уварова), свойственной и вагантам, и Вийону. В статуте Сорбонны 1274 года содержится недвусмысленное положение: «Также ни одна женщина, какого бы положения она ни была, не должна вкушать пищу в комнате кого-либо из членов сообщества. Но если кто-нибудь нарушит это правило, то платит фиксированный штраф, а именно 6 денариев». О множестве проституток, заполонивших даже учебные здания, говорилось и в постановлении дофина Карла от 1358 года. В послании официала епископского суда Парижа от 11 января 1269 года содержались следующие подробности:

…в Париже существуют некие клирики и школяры, а также их слуги, лишённые рассудка, отвернувшиеся от Бога и не думающие о спасении. Они, пользуясь обычаями школьной жизни и полагаясь на оружие, всё чаще и чаще свершают беззаконные и преступные действия, а именно: как в дневное время, так и по ночам они жестоко ранят и убивают многих людей, похищают женщин, [оскорбляют дев], врываются в гостиницы, по нескольку раз свершают грабежи и производят другие гнусности, ненавистные Богу.
На кводлибетах могли обсуждаться сомнительные с точки зрения морали темы, например, «о верности проституток клирикам». Это сочеталось с культом святых женщин, почитанием аллегорической девы Философии, рядом с которой обычно поминали Элоизу — возлюбленную Абеляра, а также высочайшей ролью культа Богоматери в университетской среде; для раннесредневековой Европы он не был характерен, и распространился благодаря рыцарству и школярам. Нововведением университетской среды стал и догмат о непорочном зачатии Св. Анны. Это сочеталось с попойками и буйством — большинство школяров артистических факультетов были совсем молодыми людьми. В уставе Сорбонны оговаривались меры вина, которые следовало поставить в виде штрафа; нарицательным сделалось выражение «напоить по-богословски». Студенческое насилие корпорация стремилась локализовать и направить в рамки, так возник обычай мензурных поединков, приводивших к травмам, а не к убийству; шрамы носили с гордостью. В статутах Сорбонны ещё в XIII веке неоднократно упоминались «кровоточащие раны».

### Университетская корпорация и городская коммуна: пример Оксфорда и Кембриджа

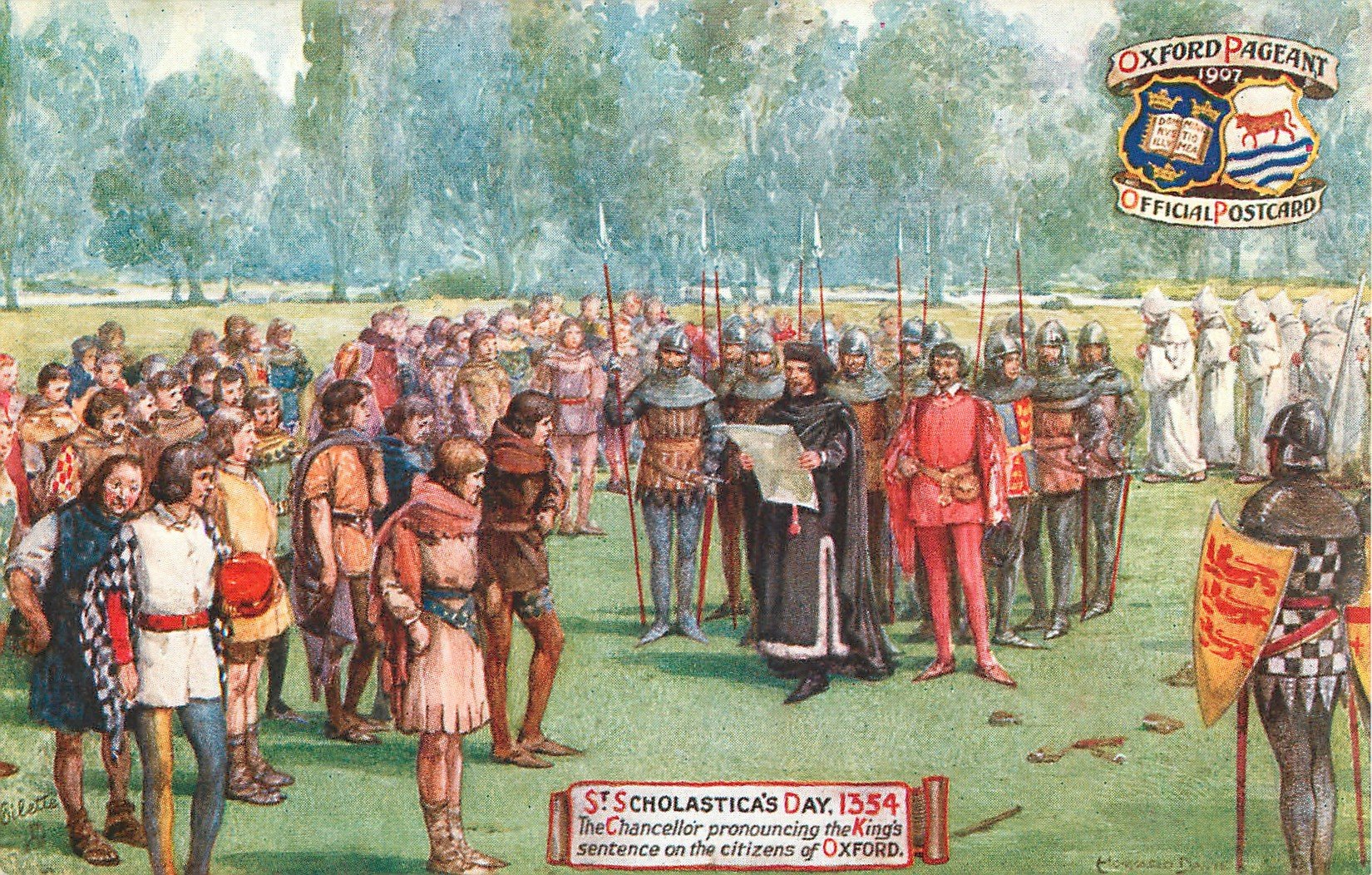
Конец погромов на день Св. Схоластики. Открытка Оксфордского университета, 1907

Английский историк Алан Коббан отмечал, что появление университетских корпораций сыграло значительную роль в экономической жизни городов, подобных Оксфорду и Кембриджу, а также прилегающих местностей. При этом взаимоотношения университетов и коммуны были многоаспектными. Во многих отношениях городская община получала большие преференции: магистры и студенты выступали потребителями большого спектра услуг, предоставляемых горожанами, в первую очередь жилых и общественных помещений; часто арендодателями выступали клирики и монастыри. Неоднократные конфликты квартиросъёмщиков с руководством Оксфордского университета (в крупнейшем — 1425 года — было задействовано около 100 человек) привели к тому, что был создан комитет оценщиков, в который входили магистры и рабочие; они совместно оценивали справедливость арендной платы, взимаемой горожанами с членами университетской корпорации. В Оксфорде такой комитет впервые появился с дозволения папского легата в 1214 году. Первоначально в него входило по четыре магистра и представителя города, но затем их число сократилось наполовину. В Кембридже аналогичная система была установлена в 1231 году.
Университетскому начальству и профессуре требовалась прислуга, в колледжах востребованными были вакансии дворецких, слуг, пекарей, пивоваров, цирюльников, прачек, садовников и даже писцов. Интенсивное строительство и украшение колледжей Оксфорда и Кембриджа создавало постоянный рынок, который поглощал специалистов, не только в городе, но и из многих провинций королевства. Особое место занимали изготовители пергамента и переплётчики, услуги которых всегда были востребованными. Однако отношения горожан и университета были далеки от идиллических (убийства учёных и студентов случались в Оксфорде в 1248 и 1297 годах, а в Кембридже — в 1249 и 1260 годах), чему способствовало два фактора. В первую очередь, уважаемые члены коммуны возмущались размером привилегий и иммунитетов магистров и школяров, защищённых королевскими статутами и собственными органами правопорядка и университетского суда. Ректоры, напротив, имели право налагать штрафы и иные наказания (вплоть до пожизненного изгнания из города), распространяемые и на городских обывателей. Университетские канцлеры имели также право вмешиваться в частную жизнь горожан, осуществляя контроль над проституцией; а также принуждать жителей к регулярной уборке улиц. После резни в день Св. Схоластики канцлер Оксфордского университета получил полный контроль над обложением хлеба, вина и эля, контроля за мерами и весами, и иными коммерческими вопросами. Аналогичные полномочия канцлер Кембриджа получил в 1382 году, после прошлогоднего убийства его предшественника в ходе восстания Уота Тайлера. Статуты Кембриджского университета содержали множество сведений о регулировании городской экономики, в том числе о праве ректора устанавливать «справедливые цены» на хлеб и вино, а также о том, что во всех сделках учёные и их слуги имели приоритет. Ректоры также обязывались следить за ценовыми сговорами купечества, имели право конфисковать запасы, созданные для создания искусственного дефицита, а также объявлять бойкот «мошенникам». Поскольку в городском совете заседали, в основном, представители купечества, подобные меры постоянно приводили к трениям. Вдобавок, в 1339 году в Оксфорде университету удалось вынести кожевенное производство и бойни за пределы городской стены, и запретить горожанам держать в своих домах скот. Судя по документам, в Кембридже подобных проблем не было, по крайней мере, до начала XVI века, и муниципальные власти действовали совместно с канцлером.

### Студенческие движения в Средние века

#### Общие положения
Английский медиевист Алан Коббан отмечал, что средневековые студенческие движения редко были связаны с выступлениями против общественного порядка, являясь либо защитной реакцией на посягательства властей на привилегии корпорации, либо попыткой расширить участие в университетских структурах; к 1500 году они почти полностью сошли на нет. Ситуация усугубляется незначительным числом исторических источников по теме. При этом среднестатистический студент периода 1200—1400 годов не мог не рассуждать об общественных отношениях, хотя бы по экономическим соображениям: длительное обучение было дорогостоящим даже для состоятельных семейств. Студенты — члены корпорации, становились участниками политико-идеологических конфликтов, таких как войны гвельфов и гибеллинов. При этом мышление членов средневековых корпораций, по мнению А. Коббана, не располагало к консерватизму, поскольку образование носило прикладной характер и ориентировало на профессиональную самореализацию в обществе; чистая наука была уделом ничтожного меньшинства. Об этом свидетельствуют сочинения XIII века, в том числе сатирическая поэма Иоанна де Гарландия Morale scolarium, где говорится, что истинный учёный хорошо зарабатывает, а учение должно быть немедленно применимым на практике.
В целом, студенчество было лишено самосознания, и студенческие протесты не были связаны с особенностями преподавания, учебного процесса и проч. Связано это было именно с тем, что преподавание базировалось на каноническом наборе текстов, написанных на латинском языке, которые рассматривались как выражение абсолютной истины, не подверженной изменениям и не подлежащей критике; обучение рассматривалось как форма подъёма до определённого уровня восприятия данной истины через её заучивание и комментирование. Иными словами, средневековая наука формировала уверенность в доктрине, а не независимость мышления. Это иллюстрируется формулой Робера де Сорбона: «мудро распределять своё время, внимательно слушать всё, что говорит наставник, запоминать и делать обильные конспекты, обсуждать услышанное с сокурсниками и, наконец, молиться за успех». Студенческое движение за модернизацию учебной программы или расширение круга предметов стало реальностью только с XVI века — влияния гуманизма и аристократизации университетской среды. Напротив, университеты XIII—XIV веков не были аристократическими заведениями; судя по сохранившимся данным, большинство студентов были сыновьями простых рыцарей, купцов, ремесленников, даже богатых крестьян (йоменов). Во вновь основанных университетах XV века имелись статуты, согласно которым предусматривалась особая категория для студентов и магистров, которые могли подтвердить свою бедность, что гарантировало освобождение от всевозможных сборов и повинностей.

#### Движение за самоуправление Болонского университета
Первые признаки студенческих движений фиксируются в Болонском университете примерно через сто лет после его основания и были связаны с тем, что личные отношения студентов и магистров, к которым они были приписаны, более не гарантировали юридической защиты, особенно не-гражданам Болонской коммуны. Коммуне удалось навязать докторам соглашения, в результате которых те обязывались не преподавать нигде, кроме Болоньи, и не оказывать юридической помощи студентам — не-итальянцам. Результатом стало то, что в любых конфликтах докторская и магистерская корпорация стала противопоставлять себя городским властям. Складывание модели «студенческого университета» с выборностью ректора от всех «наций», закреплённой императорским указом 1250 года, стало завершением этого процесса. Принятые ещё в 1245 году статуты, закрепляли за студентами иностранных наций право на участие в выборах ректора. При этом в дальнейшем в Болонье корпорация докторов (получивших болонское гражданство и не нуждавшихся в самоорганизации) стала объединяться с властями коммуны в противостоянии студентам: модель студенческого университета противоречила смыслу существования магистерского сообщества. В сословном мышлении средневекового общества, студенты были равнозначны подмастерьям, лишённым профессионального статуса; такие взгляды высказывали ведущие болонские юристы — Иоанн Бассиан, Франциск Аккурзий, Азо, Одофредус. Тем не менее попытки коммуны поставить под свой контроль ректорат вызвали бурную реакцию студентов, и оказались безрезультатны. Однако следует иметь в виду, что студенты-юристы в среднем были старше, нежели среднестатистические учащиеся артистических факультетов, и имели опыт профессиональной деятельности.
Фактически студенты-юристы Болоньи образовали собственный университет, самые ранние из сохранившихся статутов которого датированы 1317 годом; их сборник был составлен коллегией 14 студентов под руководством выдающегося знатока канонического права Иоганна Андреэ; он был дополнен в 1347 году и стал основой целостного кодекса 1432 года. Статутами артистического и медицинского факультетов 1405 года доктора были исключены из общих собраний университетов, если только не были приглашены на их заседания по определённым вопросам; студенты контролировали качество работы лекторов, которые могли быть подвергнуты большим штрафам, в том числе из-за опозданий. В статутах предусматривался стандартный набор текстов и материалов, представленных в лекционных курсов и их распределение в течение учебного года с периодичностью в две недели; невыполнение графика также каралось штрафами. Магистр, если ему требовалось отсутствовать несколько дней, должен был взять у студенческой корпорации разрешение на отлучку. Лектор обязывался внести депозит к одному из городских банкиров, который ссужал студенческие нации. Кроме того, корпорация тайно избирала четверых студентов-осведомителей, которые имели право извещать ректора о нарушениях. Однако, по мнению А. Коббана, к 1400 году данные статуты являлись анахронизмом: после 1350 года почти все доктора находились на жалованье коммуны, и господство городских властей над университетом стало к XV веку почти абсолютным.
Из других итальянских университетов ближе всего к Болонской модели подошли в Падуе, корпорация которой образовалась после сецессии Болонского университета 1222 года; несколько больших исходов, укрепивших корпорацию, происходили в начале XIV века. Самый ранний сохранившийся статут 1331 года (юридического факультета) демонстрировал почти полное тождество с Болонским: студенты сами избирали магистров, при этом некоторые доктора получали жалованье от коммуны, но студенческие нации имели право контролировать размер ставки; аналогичной была система осведомительства. Система контроля над качеством обучения была схожа с болонской, однако денежные штрафы и наказания расписаны подробнее. Высшей мерой наказания было запрещение преподавать и изгнание из университета.
По мнению А. Коббана, особенности Болонской и Падуанской систем коренились в экономической сфере. До того, как сложилась система оплачиваемой профессуры, студенты полностью зависели от своего магистра, который назначал и плату за учение. Соответственно, при возникавших конфликтах, студенты, не посещая занятий, могли нанести магистру большой материальный ущерб. Вероятно также, что число магистров, имеющих альтернативный источник дохода, было невелико, и корпорации было нечего противопоставить студенческим нациям. По-видимому, в Болонье на протяжении XIII и в начале XIV веков так и не произошло перехода к модели полностью оплачиваемых из внешнего источника профессорских должностей. В «студенческом университете» лектор не был заинтересован в контракте на длительный срок; этим объяснялась высокая академическая мобильность, а также и то, почему Болонская модель оказалась уникальной.

#### Ситуация в университетах Франции
В университетах Франции XIV века определяющей для выживания корпорации была борьба за освобождение от власти епископата. Старейшие из университетов к северу от Альп — Парижский, Оксфордский и Кембриджский — охотно сотрудничали с королевской властью при столкновениях с епископатом. Именно покровительство Капетингов сыграло ключевую роль в приобретении Сорбонной автономии; при попытках вмешательства Парижского архиепископа инициативу проявили магистры артистического факультета. При этом французские студенты-юристы не смогли обеспечить своим нациям контроль над управлением университетом. А. Коббан отмечал, что в Монпелье, Орлеане, Анже или Авиньоне студенческие нации стремились сотрудничать с корпорацией докторов и магистров против церковных властей, но для последней самоуправление студентов было менее желательным; альтернативой была университетская «олигархия», контролирующая епископский надзор. В тех случаях, когда церковный надзор был ослаблен, инициатива исходила от студентов-юристов, а не магистров и докторов. Ярким примером является конфликт юристов Монпелье с графом-епископом Магелоны в начале XIV века. Причиной стала попытка епископата подавить права студенческих наций, в частности, их участия в управлении университетом. Папе Римскому пришлось в 1339 году издать новую буллу, пересматривавшую внутреннее управление университетом, и был принят новый статут, который подтверждал права наций студентов в самоуправлении. Похожая ситуация сложилась в Орлеане, в котором ещё в 1373 году произошло наступление на права самоуправления. Здесь на сторону студентов встала докторская корпорация, и такое объединение против епископата следует считать для средневековой Европы редкостью. Однако в Авиньоне, в котором студенты дважды восставали против церковного управления, доктора не поддержали нации, и только в 1459 году волей папских властей студенты-юристы получили права самоуправления. Вновь основанные в XV веке университеты были лишены такого конфликта, и епископы могли признавать, что суть университета — в его автономии. Так же, как и в Италии, к началу XVI века во Франции организованное студенческое движение практически затухает.

## Гуманизм и конец средневекового периода в развитии университетов
Ещё в историографии XIX века сложилось представление, что 1500 год является разделительной линией в развитии европейского высшего образования и университетов вообще. В течение первых 300 лет существования университетов они демонстрировали многочисленные черты общности, в первую очередь были оплотом схоластического знания, которое с XV века стало заменяться новым — гуманистическим. В представлении медиевистики XX века гуманизм представляется следствием глубокого экзистенциального кризиса, порождённого «Чёрной смертью», Великим западным расколом, Столетней войной, и далее — падением Константинополя и турецкой угрозой, а также ростками капитализма, которые не имели трансцендентной легитимности и осуждались церковью. Иными словами, гуманисты, не отвергая необходимости христианства, стремились найти такие формы религиозности, которые бы позволили эмансипировать человека от иерархического феодального порядка, поставив на первое место этические — гуманитарные ценности. Эти ценности были заново обнаружены в истории Античности, которая стала интересовать учёных сама по себе, так возникла новая наука — антикварианизм; прошлое теперь изучалось не через призму мифа, а на основе исторических источников. При этом диалектически интерес к Античности вёл, прежде всего, к осознанию национальной идентичности, и стремлению к познанию национальной истории, языка и литературы. По выражению Э. Жильсона, применительно к университетской среде это привело к смене после 1500 года aetas Aristotelica на aetas Ciceroniana («века Аристотеля» на «век Цицерона»): иными словами, осмысление природы вещей сместилось к изучению мира человека, который осуществляет коммуникацию на основе языка.
Гуманизм зародился и развивался за пределами университетов и лишь затем был воспринят и в этой среде. Первым учреждением, в котором на равных могли общаться университетские преподаватели и гуманисты, стала флорентийская Платоновская академия, основанная в 1462 году; ей предшествовала частная академия в доме Ринуччини. Далее академии стали основываться в Риме, Неаполе, Венеции, Кракове, Гейдельберге, Ингольштадте, Аугсбурге и в Вене. Слово Humanista (на итальянском языке) впервые было использовано ректором Пизанского университета в 1490 году, а в 1512 году в Болонском университете стало регулярно использоваться и в латинском словоупотреблении. Само явление стало возникать несколько ранее: в Базельском университете оплачиваемая должность arte humanitatis была введена в 1464 году, а в оксфордском Колледже Магдалины — в 1480-м. Однако вплоть до XVI века studia humanitatis не составляла основу университетского курса, а их преподавание ограничивалось отдельными колледжами.
Книгопечатание сыграло большую роль в переходе средневековых университетов в гуманистическую эру. Жан Анлен и Гийом Фише открыли первую во Франции типографию (в Сорбонне) в 1470 году, и стали, по выражению В. Рюэгга, провозвестниками важнейшего канала распространения гуманизма по Европе и всему остальному миру. После открытия типографии Гутенберга в 1455 году и до 1500 года в Европе было выпущено около 30 000 названий инкунабул, из которых половина были изданиями Библии и богослужебных книг (литургическими произведениями, бревиариями, миссалами и проч.), почти 30 % составляли литературные произведения Античности и раннего Средневековья, а 10 % составляли юридические и естественнонаучные труды. Гуманисты сделали литературное творчество и переписку важнейшим каналом связи и распространения своих идей, одновременно книгопечатание позволило любому человеку приобретать любые существующие тексты. Отныне даже интеллектуал среднего достатка мог составить собственную библиотеку. Книгопечатание означало переворот в текстологии: Колюччо Салютати в 1400 году сетовал, что его труды по сличению рукописей и исправлению текстов пропадут втуне, ибо переписчики его собственных рукописей непременно привнесут новые ошибки. Печатание книг позволяло стабилизировать критически выверенный текст, а также сделало литературу коммерчески выгодным массовым продуктом. Альд Мануций и Эразм Роттердамский являлись примерами гуманистов, которые активно развивали новое знание вне университетов и широко распространяли его посредством печатного слова; Эразм явился первым западным писателем, который существовал исключительно на доходы от своих публикаций. При этом он отклонил предложение стать университетским профессором.
Книгопечатание имело огромные последствия для организации преподавания в университетах. До конца XV века рукописное размножение текстов преобладало, что означало, что средневековое образование носило устный характер — в форме лекций и диспутов; в ходе последних вырабатывались и новые идеи и их формы. В ситуации, когда обычный студент мог приобрести книги, это привело к доминированию письменного слова в преподавании. Профессура более не имела монополии на учебные книги и комментарии, которые можно было приобрести на рынке. Мир знаний и идей расширялся, и радикально менял университеты, что стало заметно лишь в последующие века.

### Словарно-энциклопедические издания
- Gabriel A.[нем.]. Universities // Dictionary of the Middle Ages / Joseph R. Strayer, editor in chief. — New York : Charles Scribner's Sons, 1989. — Vol. 12: Thaddeus legend — Zwartnoc. — P. 282—300. — xv, 750 p. — ISBN 0-684-18278-5.
- Tinnefeld F. Universität // Lexikon des Mittelalters :  [нем.]. — Stuttgart, Weimar : Verlag J. B. Metzler, 1999. — Bd. VIII: Stadt (Bysantinisches Reich) bis Werl. — Стб. 1249—1256. — 2220 стб. — ISBN 3-476-01742-7.
- Уваров П. Ю. Университет // Словарь средневековой культуры / Под ред. А. Я. Гуревича. — 2-е, испр. и доп. — М. : РОССПЭН, 2007. — С. 544—552. — 624 с. — (Summa culturologiae). — ISBN 978-5-8243-0850-1.

### На западноевропейских языках
- Boockmann H. Wissen und Widerstand. Geschichte der deutschen Universität :  [нем.]. — Berlin : Siedler Verlag, 1999. — 287 S. — ISBN 3-88680-617-0.
- Cobban A. B. Medieval Student Power // Past & Present. — 1971. — No. 53 (октябрь). — P. 28—66. — JSTOR 650280.
- Cobban A. B. English university life in the Middle Ages. — London : University College London Press Limited, Taylor & Francis Group, 1999. — 264 p. — ISBN 1-85728-516-6.
- Crossing boundaries at medieval universities / edited by Spencer E. Young. — Leiden : Koninklijke Brill, 2011. — 351 p. — (Education and society in the Middle Ages and Renaissance). — ISBN 978-90-04-19215-7.
- Ehlers J. Paris. Die Entstehung der europäischen Universität // Stätten des Geistes. Große Universitäten Europas von der Antike bis zur Gegenwart / Hrsg. A. Demandt. — Köln : Böhlau, 1999. — S. 75—90. — 322 s. — ISBN 3412018996.
- A History of the University in Europe / Ed. by Hilde de Ridder-Symoens[англ.]. — Cambridge : Cambridge University Press, 1992. — Vol. 1. Universities in the Middle Ages. — 506 p. — ISBN 0511599501.
- Miethke J.[нем.]. Studieren an mittelalterlichen Universitäten. Chancen und Risiken. Gesammelte Aufsätze. — Leiden : Koninklijke Brill, 2004. — 517 s. — (Education and Society in the Middle Ages and Renaissance, vol. 19). — ISBN 978-90-04-13833-9.
- Moraw P. Gelehrte und Gelehrsamkeit in Deutschland vor und um 1800 // Humboldt international. Der Export des deutschen Universitätsmodells im 19. und 20. Jahrhundert :  [нем.] / Hrsg. von Rainer Christoph Schwinges. — Basel : Schwabe & Co., 2001. — S. 17—31. — x, 503 S. — (Veröffentlichungen der Gesellschaft für Universitäts- und Wissenschaftsgeschichte, Bd. 3.). — ISBN 3796517358.
- Müller R. A.[нем.]. Geschichte der Universität. Von der mittelalterlichen Universitas zur deutschen Hochschule. — München : Georg D. W. Callwey, 1990. — 288 s. — ISBN 3930656485.
- Prahl H.-W. Sozialgeschichte des Hochschulwesens. — München : Kösel, 1978. — 405 s.
- Rashdall H.[англ.]. The Universities of Europe in the Middle Ages. — Oxford : Clarendon Press, 1895. — Vol. I: Salerno — Bologna — Paris. — xiii, 562 p.
- Rashdall H. The Universities of Europe in the Middle Ages. — Oxford : Clarendon Press, 1895. — Vol. II, Part 1: Italy — Spain — France — Germany — Scotland etc.. — viii, 315 p.
- Rashdall H. The Universities of Europe in the Middle Ages. — Oxford : Clarendon Press, 1895. — Vol. II, Part 2: English Universities — Student Life. — xiv, 316—832 p.
- Sheffler D. Schools and schooling in late medieval Germany : Regensburg, 1250—1500. — Leiden : Koninklijke Brill, 2008. — 417 p. — (Education and society in the Middle Ages and Renaissance). — ISBN 978-90-04-16664-6.
- Schriften im Umkreis mitteleuropäischer Universitäten um 1400 : Lateinische und volkssprachige Texte aus Prag, Wien und Heidelberg : Unterschiede, Gemeinsamkeiten, Wechselbeziehungen / herausgegeben von Fritz Peter Knapp, Jürgen Miethke und Manuela Niesner. — Leiden : Koninklijke Brill, 2004. — 310 s. — (Education and society in the Middle Ages and Renaissance, vol. 20). — ISBN 90-04-14053-0.
- Schwinges R.[нем.]. Studenten und Gelehrte. Studien zur Sozial- und Kulturgeschichte deutscher Universitäten im Mittelalter. — Leiden, Boston : Koninklijke Brill, 2008. — 663 s. — (Education and Society in the Middle Ages and Renaissance, vol. 32). — ISBN 978-90-47-43250-0.
- Šmahel F. Die Prager Universität im Mittelalter : Gesammelte Aufsätze. — Leiden : Koninklijke Brill, 2008. — 635 s. — (Education and Society in the Middle Ages and Renaissance, vol. 28). — ISBN 978-90-47-41149-9.
- Tervoort A. The iter italicum and the northern Netherlands : Dutch students at Italian universities and their role in the Netherlands’ society (1426—1575). — Leiden : Koninklijke Brill, 2005. — 438 p. — (Education and society in the Middle Ages and Renaissance). — ISBN 90-04-14134-0.

### На русском языке
- Андреев А. Ю. Российские университеты XVIII — первой половины XIX века в контексте университетской истории Европы. — М. : Знак, 2009. — 640 с. — ISBN 978-5-9551-0320-4.
- Документы по истории университетов Европы XII—XV вв.: Учеб. пособие / Вступ. статья, пер. и примеч. Г. И. Липатниковой. — Воронеж : Воронежский пед. ин-т, 1973. — 157 с.
- Ивановский В. Н. Народное образование и университеты в средние века. — М. : Т-во тип. А. И. Мамонтова, 1898. — 30 с.
- Комлева Ю. Е. Европейские университеты в раннее Новое время (1500—1800): учеб. пособие. — Екатеринбург : Изд-во Урал. ун-та, 2013. — 228 с. — ISBN 978-5-7996-0836-1.
- Литошенко Д. А. Эволюция университетского образования в Европе XVI — конца XVIII веков. Университетский опыт европейской образовательной метатрадиции на заре Нового времени. — Saarbrücken : Lap Lambert Academic Publishing, 2012. — 374 с. — ISBN 978-3-659-27466-4.
- Очерки истории университетского образования: монография / под ред. Т. А. Молоковой. — 2-е изд., испр. и доп. — М. : МГСУ, 2011. — 175 p. — ISBN 978-5-7264-0573-5.
- Петерсон И. Р. История становления университетского образования в Западной Европе: монография. — Красноярск : Сиб. федер. ун-т, 2013. — 136 с. — ISBN 978-5-7638-2690-6.
- Суворов Н. С. Средневековые университеты. — Изд. 2-е. — М. : Либроком, 2012. — 256 с. — (Академия фундаментальных исследований: история). — ISBN 978-5-397-02439-6.
- Русанов А. В. Корпорация Португальского университета в конце XIII – XV вв. : Дис. канд. ист. наук: 07.00.03 – Всеобщая история (средние века) / Науч. рук. к.и.н., доц. Варьяш И. И.. — М., 2016. — 347 с.